# Liste lateinischer Berufs- und Funktionsbezeichnungen
Die Liste lateinischer Berufs- und Funktionsbezeichnungen beinhaltet Berufs- und Funktionsbezeichnungen sowohl des antiken Lateins als auch seiner mittelalterlichen und neuzeitlichen Fortführung. Aufgenommen sind unter anderem lateinische oder auch latinisierte Wörter aus Kirchenbüchern. Die Liste erhebt keinen Anspruch auf Vollständigkeit. Schreibvarianten werden in runden Klammern aufgeführt, Wörter gleicher Bedeutung, aber unterschiedlicher Bildungsweise werden durch / voneinander geschieden. Weibliche oder movierte Formen werden durch | von ihren männlichen Entsprechungen gesondert. In der rechten Spalte wird zum besseren Verständnis das den Stichwörtern zugrundeliegende Sprachmaterial dargelegt.
In dieser Liste werden die lateinischen Naturlängen berücksichtigt, indem lange Vokale mit einem Makron versehen sind (¯). Das Wissen um die Länge (Quantität) der vorletzten Silbe ermöglicht eine sprachrichtige Betonung gemäß der Paenultima-Regel. So werden beispielsweise die Wörter aedítuus und áccola auf der drittletzten Silbe betont, weil die jeweils vorletzte Silbe -tu- bzw. -co- metrisch kurz ist, d. h. auf einen kurzen Vokal ausgeht. Dahingegen werden bubúlcus und barbitónsor auf der vorletzten Silbe betont, weil diese hier metrisch lang ist (-bul- bzw. -ton-/-tõ-), d. h. auf einen langen Vokal oder einen Konsonanten ausgeht.
Einigen Stichwörtern ist nach einem Komma die Form des Genitivs beigegeben (bspw. abbās, -ātis), die den im Nominativ oftmals verschleierten Wortstamm verrät (abbāt-). Fett geschriebene Wörter beziehen sich auf andere Listeneinträge. Ein Asterisk (*) vor einem Wort kündigt es als sprachvergleichend rekonstruiert an.

Abkürzungen: lat. = lateinisch, agr. = altgriechisch, spätlat. = spätlateinisch, vlat. = vulgärlateinisch, mlat. = mittellateinisch, neulat. = neulateinisch, germ. = urgermanisch, ahd. = althochdeutsch, frz. = französisch, ital. = italienisch, kelt. = urkeltisch

## A
| Latein                                                                   | Deutsch                                               | Etymologie (Wortherkunft) |
| ------------------------------------------------------------------------ | ----------------------------------------------------- | --- |
| abacista                                                                 | Rechenmeister                                         | lat. abacus „Rechenbrett“ < agr. άβαξ „Brett“ und -ista |
| abba / abbās, -ātis \| abbātissa                                         | Abt \| Äbtissin                                       | aramäisch אַבָּא (’abbā) „Vater“ \| -issa |
| abietārius                                                               | Tischler, Schreiner                                   | lat. abiēs, abietis f „Tanne“, folglich ursprünglich einer, der Tannenholz verarbeitet. |
| abra (habra)                                                             | Magd                                                  | agr. ἄβρα „Dienerin, Lieblingssklavin“, Nebenform ἅβρα (mit spiritu aspero) |
| accensus                                                                 | Stadtknecht                                           | lat. accensēre „hinzuzählen“ |
| accola                                                                   | Inwohner, Inmann, Mieter, Anwohner, Nachbar           | lat. accolere „anwohnen“ |
| acētī coctor                                                             | Essigsieder                                           | lat. acētum „Essig“ < acēre „sauer sein“ und coquere „sieden, kochen“ |
| acisculārius                                                             | Steinmetz                                             | lat. acisculum „Hämmerchen“ |
| āctor                                                                    | Unterhändler, Makler                                  | lat. agere „betreiben, verhandeln“ |
| āctuārius                                                                | Schnellschreiber; Buchhalter; Proviantmeister; Aktuar | lat. āctus, -ūs "Verhandlung" < agere „verhandeln“ |
| acufex (acifex) / acuārius / aciculārius (acuculārius)                   | Nadler                                                | lat. acicula „Nädelchen“ < acus f „Nadel“ und -fex |
| acūminātor                                                               | Schleifer                                             | lat. acūmen „Schärfe“ < acuere „schärfen, wetzen“ |
| acūpictor                                                                | Seidensticker, Perlensticker, Nadelmaler              | lat. acūpingere „sticken“ (acū „mit der Nadel“ und pingere „malen“) |
| acūtiātor (acūciātor)                                                    | Schleifer                                             | lat. acuere „schärfen, wetzen“ |
| adjunctus                                                                | Beisitzer, Gehilfe, Adjunkt                           | lat. adjungere „anschirren, anfügen“ |
| adjūtor                                                                  | Gehilfe, Sekretär                                     | lat. adjuvāre "helfen" |
| adjūtrīx, -trīcis                                                        | Hebamme                                               | lat. adjuvāre „helfen“, wörtlich „Helferin“ |
| administrātor                                                            | Verwalter, Verwaltungsbeamter                         | lat. administrāre „besorgen, verwalten“ < administer, -trī m „Gehilfe“ |
| adumbrātor                                                               | Zeichner                                              | lat. adumbrāre „skizzieren“ < umbra „Schatte“ (vgl. Schattenriss) |
| advocātus                                                                | Vogt, Fürsprech, Sachwalter                           | lat. advocāre „herbeirufen (zum Beistande)“ |
| aediculārius                                                             | Kleinbauer, Häusler                                   | lat. aedicula „Häuschen“ < aedis „Haus“ |
| aedīlis                                                                  | Baumeister, Aufseher                                  | lat. aedis, -is f „Haus“ |
| aedīlis cereālis                                                         | Brotbeschauer (Schätzer)                              | lat. aedis, -is f „Haus“ und Cerēs, -reris „Göttin der Ernte“ |
| aedituus                                                                 | Küster, Mesner, Kirchendiener                         | lat. aedis, -is f „Haus (einer Gottheit)“ und tuērī „beaufsichtigen, hüten“ |
| aegrōtārius                                                              | Siechenmeister, Krankenwärter                         | lat. aegrōtus „siech“ < aeger, -gra, -grum „leidend“ |
| aegyptius / aegyptiacus                                                  | „Zigeuner“                                            | agr. αἰγύπτιος (αἰγυπτιακός) „Ägypter“ (irrtümlich als solche identifiziert) |
| aēnārius (ahēnārius)                                                     | Kupferschmied                                         | lat. aēnum „ehernes Gerät, Kessel“ < aes, aeris nt „Erz“ |
| aēneātor (ahēneātor)                                                     | Blechbläser                                           | lat. aēneum „ehernes Gerät“ < aes, aeris nt „Erz“ |
| aerārius                                                                 | Kupferschmied                                         | lat. aes, aeris nt „Erz, Kupfer, Bronze, Geld“ |
| aerārius praefectus                                                      | Einnehmer, Rentmeister                                | lat. aes, aeris nt „Erz, Kupfer, Bronze, Geld“ und praeficere „vorsetzen (einer Schar)“ |
| aerārius veterāmentārius                                                 | Kesselflicker                                         | lat. aes, aeris nt „Erz, Kupfer, Bronze, Geld“ und veterāmenta „altes Zeug“ < vetus, -eris „alt“ |
| aerāmentārius                                                            | Rotschmied                                            | lat. aerāmentum „ehernes Gerät“ < lat. aes, aeris nt „Erz, Kupfer, Bronze, Geld“ |
| aerifossor                                                               | Erzgräber                                             | lat. aes, aeris nt „Erz, Kupfer, Bronze, Geld“ und fodere, fodiō, fōdī, fossum „graben“ |
| aeris flātor                                                             | Kupfergießer                                          | lat. aes, aeris nt „Erz, Kupfer, Bronze, Geld“ und flāre „blasen“ |
| aerūginātor                                                              | Schwertschleifer                                      | lat. aerūgō, -ginis f „Rost“ < lat. aes, aeris nt „Erz, Kupfer, Bronze, Geld“ |
| aestimātor pānis                                                         | Brotbeschauer                                         | lat. aestimāre „bewerten“ und pānis m „Laib Brotes“ |
| aestimātor rērum                                                         | Aufschlageinnehmer                                    | lat. aestimāre „bewerten“ und rēs, rei f „Ding, Sache“ |
| affīdātus                                                                | Lehnsmann (Vasall)                                    | lat. fīdus „getreu“ |
| affirmātor                                                               | Bürge                                                 | lat. affirmāre „bekräftigen“ < firmus „feststehend“ |
| agāsō                                                                    | Eseltreiber, Stallknecht                              | lat. agere „treiben“ und asinus „Esel“ |
| agellārius                                                               | Kleinhäusler, Kleingütler                             | lat. agellus „Äckerchen“ < ager, agrī „Acker“ |
| agens, -entis                                                            | Bevollmächtigter, Vertreter                           | lat. agere „betreiben, verhandeln“ |
| agrestis                                                                 | Bauer, Landmann                                       | lat. ager, agrī „Acker“ und -ester, -estris, -estre „das Basiswort betreffend“ mit Ausfall des r; wörtlich „Ackermann“ |
| agricola                                                                 | Bauer                                                 | lat. ager, agrī „Acker“ und colere „bestellen“ |
| agrōrum custōs                                                           | Feldhüter, Feldschütze                                | lat. ager, agrī „Acker“ und custōs |
| albātor                                                                  | Bleicher                                              | lat. albus „weiß“ |
| albicerdō                                                                | Weißgerber                                            | lat. albus „weiß“ und cerdō |
| alchīmista (alchēmista, alchymista)                                      | Alchimist, Schwarzkünstler                            | agr. χημεία/χειμεία/χυμεία „Kunst der Metallverbindung“ und -ista. Das Arabische setzte den eigenen Artikel al der griechischen χημεία voran und gab das Wort so ans Lateinische weiter. |
| āleātor                                                                  | Glücksspieler                                         | lat. ālea „Würfel“ |
| alendus                                                                  | Austrägler                                            | lat. alere, wörtlich „der zu ernähren ist“ |
| alimentārius                                                             | Austrägler                                            | lat. alimentum „Nahrungsmittel“ < alere „ernähren“ |
| alīpta                                                                   | Arzt                                                  | agr. ἀλείπτης, ursprünglich ein Wundarzt einer Ringschule |
| altārista                                                                | Altarist                                              | lat. altar, altāris nt „Opferherd“ und -ista |
| altrīx                                                                   | Amme                                                  | lat. altor „Pflegevater“ und -trīx „Ernährerin, Pflegemutter“ |
| alumnus                                                                  | Zögling, Student, Schüler                             | lat. alere „großziehen, ernähren“ und ein sehr alter Rest -mnus des mediopassivischen Präsenspartizips, das im Altgriechischen in der Gestalt -μενος produktiv war. Wörtlich etwa „der großgezogen wird“. |
| āmanuensis                                                               | Amtsgehilfe                                           | lat. servus ā manū „Diener in Griffweite“ |
| ambassiātor (ambassātor, ambasciātor, ambactiātor, ambaxātor, ambaxiāto) | Botschafter, Gesandter                                | germ. *ambahtijan „Dienst“ < kelt. *ambaxtos „Diener“ |
| ampullārius                                                              | Flaschenmacher                                        | lat. ampulla „Flasche“ |
| amylārius                                                                | Stärkemacher                                          | agr. ἄμυλον „Stärke“ |
| ancilla                                                                  | Dienstmagd, Dienerin                                  | lat. anculus „Diener“ |
| annōnae mīlitāris praefectus                                             | Kriegsproviantmeister                                 | lat. annōna „Jahresertrag an Getreide“ < annus „Jahr“, mīlitāris „soldatisch“ und praeficere „vorsetzen (einer Schar)“ |
| annōnārius                                                               | Kornhändler, Proviantmeister                          | lat. annōna „Jahresertrag an Getreide“ < annus „Jahr“ |
| ānulārius                                                                | Ringler, Ringmacher, Ringpanzer                       | lat. ānulus „Ringlein“ < ānus „Ring“ |
| antigraphus                                                              | Gegenschreiber                                        | agr. ἀντί „gegen“ und γράφειν „schreiben“ |
| antistes, -stitis                                                        | Vorsteher, Oberpriester                               | lat. ante „vor“ und -stes, -stitis „stehend“. Siehe aedituus. |
| apiārius                                                                 | Imker, Zeidler                                        | lat. apis f „Biene“ |
| apologista                                                               | Buchhalter, Fürsprech                                 | agr. ἀπολογίᾱ „Verteidigungsrede“ und -ista |
| apothēcārius                                                             | Lagerdiener; Apotheker                                | agr. ἀποθήκη „Warenlager“ |
| appāritor                                                                | Büttel, Weibel                                        | lat. appārēre „erscheinen, aufwarten“ |
| aquilex, -legis (-licis)                                                 | Brunnenmeister, Brunnenaufseher                       | lat. aqua „Wasser“ und legere „lesen, sammeln“, ursprünglich „Wasserfinder“. Nebenform mit Stamm aquilic- durch Anlehnung an Bildungen wie illex „anlockend“ zu *lacere „locken“ und an aquilicium „religöser Bittgang um Regen in einer Dürrezeit, Wasser-Entlockungs-Ritual“ |
| arātor                                                                   | Ackermann, Pflüger                                    | lat. arāre „pflügen“ |
| arātrōrum faber                                                          | Pflugschmied                                          | lat. arātrum „Pflug“ und faber |
| arcārius / arcellārius                                                   | Kistler, Kistenmacher, Schreiner                      | lat. arcella „Kästchen“ < arca „Truhe“ |
| archi-                                                                   | Ober-, Erz-                                           | agr. ἀρχός „Anführer“ < ἄρχειν „herrschen; beginnen“ |
| archīāter, -trī                                                          | Oberarzt                                              | archi- und ῑ̓ᾱτρός „Arzt“ |
| archidux                                                                 | Erzherzog                                             | archi- und dux |
| archigenēs, -is                                                          | Arzt, Leibarzt                                        | agr. Ἀρχιγένης (Eigenname eines Arztes) |
| archigrammaticus                                                         | Stadtschreiber; auch Lehrer (der Lateinschule)        | archi- und γραμματικός „Schriftgelehrter“ |
| archimagīrus                                                             | Oberkoch                                              | archi- und magīrus. |
| architectus                                                              | Baumeister, Architekt                                 | archi- und τέκτων „Baumeister“ |
| architriclīnus                                                           | Schaffner, Hofmarschall                               | archi- und lat. triclīnium „Speisezimmer“ |
| arcibusārius                                                             | Arkebusier, Scharfschütze                             | mittelniederländisch haakbus „Hakenbüchse“, unter Anlehnung an lat. arcus, -ūs „Bogen“ |
| arcuārius                                                                | Bogen- oder Armbrustmacher                            | lat. arcus „Bogen“ |
| arculārius                                                               | Schreiner, Tischler                                   | lat. arcula < arca „Truhe“ |
| argentārius                                                              | Bankier, Wechsler                                     | lat. argentum „Silber“ |
| argentifaber                                                             | Silberschmied                                         | lat. argentum „Silber“ und faber |
| -ārius \| -āria                                                          | -er / -ler \| -erin / -lerin                          | Ursprünglich bildete dieses Suffix Adjektive, die eine Zugehörigkeit zum Grundwort ausdrückten. Unter Auslassung einer zunächst hinzugesetzten Personenbezeichnung wie faber oder homō (Mensch) konnte ein solches Adjektiv substantiviert werden. Das Suffix wurde bald ins Germanische entlehnt (*-ārijaz) und wandelte sich dort über ahd. -āri und mittelhochdeutsch -aere (per Sekundärumlaut) zum -er des Gegenwartsdeutschen. |
| armāmentārius                                                            | Zeughausverwalter                                     | lat. armāmenta „(Kriegs-)Gerät“ < armāre „ausrüsten“ < arma, -ōrum nt „Gerät“ |
| armārius                                                                 | Archivar                                              | lat. armārium „Bücherschrank“ |
| armentārius                                                              | Rinderhirt                                            | lat. armentum „Pflugvieh“. Volksetymologisch verbunden mit arāre „pflügen“, in Wahrheit aber zur Wurzel von ars „Kunst“ und arma „Geräte, Waffen“ |
| armiductor                                                               | Fechtmeister; auch Feldwebel                          | lat. arma „Waffen“ und ductor „Führer“ < dūcere „führen“ |
| arōmatārius                                                              | Spezereihändler, Drogist; auch Apotheker              | agr. ἄρωμα „Gewürz“ |
| arōmatopōla                                                              | Spezereihändler, Drogist; auch Apotheker              | agr. ἄρωμα „Gewürz“ und -pōla |
| arrendātor (arendātor)                                                   | Gutspächter, Verwalter                                | zu vlat. rendita f „Pachtzins, Einkommen ohne Arbeitsleistung“, früher rendita, -ōrum nt „Zurückerstattetes“ < rendere „zurückgeben“, Variation von lat. reddere „zurückgeben“ unter antithetischer Angleichung an prēndere „ergreifen, nehmen“ |
| artifex                                                                  | Künstler; Handwerksmeister                            | lat. ars, artis f „Kunst“ und -fex |
| artista                                                                  | Handwerker                                            | lat. ars, artis f „Kunst“ und -ista |
| assātor                                                                  | Brater                                                | lat. assāre „braten“ < assus „gebraten“ |
| asserārius                                                               | Bodenleger, Fliesenleger                              | lat. asser, -eris m „Diele“ |
| asciarius                                                                | Zimmermann                                            | lat. ascia -ae, f „Zimmermannsaxt“. Siehe tignarius und faber lignarius |
| assessor                                                                 | Gehilfe, Beisitzer, Adjunkt                           | lat. assidēre „beisitzen“ |
| ātriensis                                                                | Hausmeister                                           | lat. ātrium „Vorraum“ |
| aucellātor                                                               | Falkner                                               | lat. aucella „Vöglein“ < avis f „Vogel“ |
| auceps, -cupis (-cipis)                                                  | Finkler, Vogelfänger                                  | lat. avis f „Vogel“ und capere „fangen“ |
| auctiōnārius                                                             | Händler, Versteigerer                                 | lat. auctiō „Versteigerung“ < augēre „vermehren, steigern“ |
| augur, -guris                                                            | Wahrsager, Vogelschauer                               | vielleicht zu lat. avis f „Vogel“ und garrīre „plaudern“, vielleicht gleich mit *augus nt „Vermehrung“, welcher s-Stamm sich in augustus „erhaben“ findet (zur Wurzel von augēre „vermehren“). |
| aulaeōrum opifex                                                         | Teppichwirker                                         | lat. aulaeum < agr. αὐλαία „Vorhang“ und opifex |
| aulicus                                                                  | zum Hof gehörig, Hof-                                 | agr. αὐλικός < αὐλή „Hof“ |
| aurifaber                                                                | Gold- und Silberschmied                               | lat. aurum „Gold“ und faber |
| aurifex                                                                  | Goldschmied                                           | lat. aurum „Gold“ und -fex |
| aurīga                                                                   | Fuhrmann, Kutscher                                    | lat. ōreae „Gebiss“ < ōs, ōris nt „Mund, Maul“ und agere „treiben“ |
| automatārius                                                             | Uhrmacher                                             | agr. αὐτόματον „Selbsthandelndes“ < αὐτο- „selbst“ und ματός „denkend“ |

## B
| Latein | Deutsch                                                  | Etymologie (Wortherkunft) |
| --- | -------------------------------------------------------- | --- |
| baccalaureus (baccalāris, baccalārius)                                                                    | Bachelor (akademischer Grad)                             | Die eigentliche Etymologie ist überaus unsicher. Die Hauptform baccalaureus kann volksetymologisch als Zusammensetzung von lat. bacca „Beere“ und laureus „lorbeerbekränzt“ gedeutet werden. |
| bajulātor                                                                                                 | Lastträger, Briefträger                                  | lat. bajulāre „(eine Last) tragen“ < bajulus |
| bajulus                                                                                                   | Lastträger, Briefträger                                  | unbekannt. |
| ballistārius (balistārius, ballistrārius)                                                                 | Bogenmacher, -schütze                                    | agr. βαλλίστρα „Wurfmaschine“ < βάλλειν „werfen“ |
| bajulīvus (ballīvus, bailīvus)                                                                            | Verwalter, Vogt, Beamter                                 | lat. bajulus „Träger, Verwalter“ |
| balneātor                                                                                                 | Badstubenbesitzer, Bademeister                           | lat. balneum < agr. βαλανεῖον „Bad“ |
| bannārius                                                                                                 | Feldhüter, Büttel                                        | germ. *bannaz „Bann“ |
| barbitonsor                                                                                               | Bartscherer, Friseur                                     | lat. barba „Bart“ und tondēre „scheren“ |
| beneficiātus                                                                                              | Benefiziat, Verwalter eines Benefiziums, Pfründeverweser | lat. beneficium „Wohltat“ |
| bibliopēgus                                                                                               | Buchbinder                                               | agr. βιβλίον „Buch“ und πηγνύναι „festmachen“ |
| bibliopōla                                                                                                | Buchhändler                                              | agr. βιβλίον „Buch“ und -pōla |
| bīcāriātor (pīcāriātor) / bīcātor (pīcātor)                                                               | Becherer                                                 | agr. βῖκος „Amphore“ |
| bidellus (bedellus, pedellus)                                                                             | Büttel                                                   | ahd. butil „Büttel“ zu germ. *beudanan „bieten“ |
| blādārius                                                                                                 | Getreidehändler                                          | mlat. blādum „Getreide“ < altfränkisch blād „Feldfrucht“ |
| bombardārius                                                                                              | Stückknecht, Artillerist, Kanonier                       | frz. bombarde „Kanone“< lat. bombus < agr. βόμβος „dumpfes Geräusch“ |
| bombardārum faber                                                                                         | Büchsenschmied, Büchsenmacher                            | frz. bombarde „Kanone“< lat. bombus < agr. βόμβος „dumpfes Geräusch“ und faber |
| bombȳcinātor (bombīcinātor)                                                                               | Seidenmacher                                             | lat. bombȳcinum „Seidengewand“ < agr. βομβῡ́κινος „seiden“ < βόμβῡξ „Seidenraupe, Seide“ |
| bonitor                                                                                                   | Gütler, Kleinbauer, Kötter                               | lat. bonum „Gut“. Bildung wie vīnitor, jānitor, holitor. |
| botulārius                                                                                                | Wurstmacher                                              | lat. botulus „Wurst“ |
| bracteārius (bratteārius, brattiārius) / bracteātor (bratteātor, brattiātor)                              | Blechmacher, Plattenmacher, Goldschläger                 | lat. bractea „Metallplättchen“ |
| brasiator (braxātor, prasiātor, praxātor)                                                                 | Bierbräuer, Mälzer                                       | mlat. brasium „Malz“ |
| breviārius                                                                                                | Briefmaler, Bilderhändler                                | lat. brevis „kurz“ |
| bubulcus                                                                                                  | Rinderhirt, Ochsenknecht                                 | lat. bōs, bovis „Rind“ und -bulcus „Hirt“ |
| būcinator (buccinātor)                                                                                    | Trompeter                                                | lat. būcina „Hirtenhorn“ < bōs, bovis „Rind“ und canere „(auf einem Instrumente) spielen“ |
| būleuta                                                                                                   | Ratsherr                                                 | agr. βουλευτής < βουλή „Rat“ |
| burgensis                                                                                                 | Bürger                                                   | ahd. burg „Stadt“ |
| burggrāfius (burggrāvius, burcgrāvius, burchgrāvius, burggrāfius, borchgrāvius, burkgrāvius, burgrāphius) | Burggraf                                                 | ahd. burggrāvo (sprich [f]) |
| burgimagister                                                                                             | Bürgermeister, Dorfmeister                               | ahd. burg „Stadt“ < germ. *burgz f „Zitadelle, Festung, befestigte Stadt“ und magister |
| bursārius                                                                                                 | Schatzmeister, Geldverwalter; Beutler                    | lat. bursa „Beutel“ < agr. βύρσα „Tierhaut“ |
| butticulārius (būticulārius)                                                                              | Oberschenk, Kellereiverwalter                            | lat. butticula „Flasche“ < buttis „Fass“ |

## C
| Latein | Deutsch                                                                       | Etymologie (Wortherkunft) |
| --- | ----------------------------------------------------------------------------- | --- |
| caballārius | Pferdeknecht                                                                  | lat. caballus „Gaul“ |
| cācabārius (caccabārius)                                                                                         | Kachelmacher                                                                  | agr. κάκκαβος „Tiegel“ |
| caelātor | Graveur, Hornschneider, Petschiermacher                                       | lat. caelāre „ziselieren“< caelum „Grabstichel, Grabeisen, Punze“ |
| caementārius | Maurer, Steinmetz, Stukkator                                                  | lat. caementum „Bruchstein“ < caedere „hauen“ |
| caepārius (cēpārius)                                                                                             | Zwiebelhändler                                                                | lat. caepa (cēpa) „Zwiebel“ |
| caeremōniārius (caerimōniārius)                                                                                  | Zeremonienmeister                                                             | lat. caerimōnia „religiöse Feier, Zeremonie“. Die weitere Wortherkunft ist unklar, aber volksetymologisch wurde der Name der Stadt Caere zugrundegelegt, was die irreguläre e-Schreibung erklärt. |
| caesarius (caesareus)                                                                                            | kaiserlich                                                                    | lat. caesar, -aris „Kaiser, Princeps“. Das Cognomen C. Julii Caesaris wurde allmählich vom Eigennamen zum Gattungsnamen.                                                                          |
| caesor | Hauer, Bergmann                                                               | lat. caedere „hauen“ |
| calcārifex / calcāriātor / calcārium faber                                                                       | Sporer                                                                        | lat. calcár, -āris nt „Sporn“ < calx, -cis f „Ferse“ und -fex / faber |
| calcārius | Kalkbrenner                                                                   | lat. calx, -cis f „Kalk“ |
| calcātor | Orgeltreter, Blasbalgtreter, Kalkant, Kelterer                                | lat. calcāre „treten“ < calx, -cis f „Ferse“ |
| calceārius (calciārius) / calceātor (calciātor)                                                                  | Schuhmacher                                                                   | lat. calceus „Schuh“ < calx, -cis f „Ferse“ |
| calefactor | Heizer                                                                        | lat. calefacere „erhitzen“ < calēre „warm sein“ |
| calendārius | Buchhalter                                                                    | lat. calendārium „Schuldbuch“ < kalendae „erster Tag des Monats“ < calāre „ausrufen“ |
| cālō | Trossknecht, Trainsoldat                                                      | unbekannt. |
| cambiātor | Wechsler                                                                      | vlat. cambiāre „wechseln“ |
| camerālis | Kammer-                                                                       | lat. camera < agr. καμάρα „Gewölbe“ |
| camerārius | Kämmerer, Kammerherr, Kammerdiener                                            | lat. camera < agr. καμάρα „Gewölbe“ |
| camīnārius / camīnōrum pūrgātor                                                                                  | Kaminkehrer                                                                   | agr. κάμῑνος „Ofen“ und lat. pūrgāre „reinigen“ |
| campānārius / campānātor                                                                                         | Glöckner, Küster                                                              | lat. campāna „Glocke“ |
| campānifūsor | Glockengießer                                                                 | lat. campāna „Glocke“ und fundere „gießen“ |
| campsor | Wechsler, Bankier                                                             | vlat. cambiāre „wechseln“ |
| cancellārius | Kanzler; später Gerichtsschreiber                                             | lat. cancellī „Gitter“ |
| cancellista | Kanzleibeamter, Hilfsschreiber                                                | lat. cancellī „Gitter“ und -ista |
| candidārius | Bleicher                                                                      | lat. candidus „glänzend weiß“ |
| canicīda | Hundeschläger                                                                 | lat. canis „Hund“ und -cīda |
| canonicus | Kanoniker, Domherr, Stiftsherr                                                | agr. κανονικός < κανών, -όνος f „Richtscheit“ |
| cantafūsor | Kannengießer                                                                  | agr. κάνθαρος „Becher“ und lat. fundere „gießen“ |
| cantor / cantātor \| cantrīx / cantātrīx                                                                         | Sänger \| Sängerin                                                            | lat. cantāre „singen“ < canere „singen oder spielen“ |
| cappellānus (capellānus)                                                                                         | Hilfsgeistlicher                                                              | lat. cappella „Kapelle“ < cappa „Umhang“ |
| capillāmentārius                                                                                                 | Perückenmacher                                                                | lat. capillāmentum „Perücke“ < capillus „Haar“ |
| capitāneus | Hauptmann                                                                     | lat. caput, -itis nt „Haupt“ |
| caprārius | Ziegenhirt                                                                    | lat. capra „Ziege“ |
| capsārius | Schachtelmacher, Schreiner                                                    | lat. capsa „Schachtel“ < capere „fassen“ |
| carbōnārius | Köhler, Holzkohlenbrenner                                                     | lat. carbō, -ōnis m „Stück Kohle“ |
| cardinālis | Kardinal                                                                      | lat. cardō, -inis m „Türangel“ |
| carminārius / carminātor / carritor (cāritor)                                                                    | Wollkrempler, Flachshechler                                                   | lat. carmen, -minis nt „Krempel“ < carrere „krempeln“ |
| carnārius | Fleischer                                                                     | lat. carō, carnis f „Fleisch“ |
| carnifex | Henker, Scharfrichter, Schinder, Metzger                                      | lat. carō, carnis f „Fleisch“ und -fex |
| carpentārius | Zimmermann, Wagner                                                            | lat. carpentum „Reisewagen“ |
| carrūcārius | Kutscher, Fuhrmann, Kärrner                                                   | lat. carrūca „Kutsche“ |
| casārius / casellārius                                                                                           | Häusler, Kleinbauer, Kötter                                                   | lat. casa „Hütte“ |
| cāseārius | Käsemacher                                                                    | lat. cāseus „Käse“ |
| castellānus | Schloßvogt                                                                    | lat. castellum < castrum „befestigte Statt“ |
| castrātor | Verschneider                                                                  | lat. castrāre „verschneiden“ |
| castrensis | burg-; lager-; Burgmann                                                       | lat. castrum „Burg“ oder castra, -ōrum nt „Lager“ |
| cataphractārius                                                                                                  | Harnischer, Kürassier                                                         | agr. καταφρακτής „Harnisch“ |
| catēnifaber | Kettenschmied                                                                 | lat. catēna „Kette“ und faber |
| caupō, -ōnis (cōpō) \| caupōna, caupa (cōpōna, cōpa)                                                             | Wirt \| Wirtin                                                                | unbekannt. |
| cellista (celista, chelista, chellista)                                                                          | Geiger, Spielmann; auch Geigenbauer                                           | ital. cello ist gekürzt aus violoncello < vlat. *violuncellus < *violunculus < *violō, ōnis m „Saiteninstrument ähnlich dem Kontrabasse“ < viola „Veilchen“                                       |
| cellārius | Kellermeister                                                                 | lat. cella „(Vorrats-)Kammer“. |
| cellārārius | Kellerer, Kellermeister, Kellereiamtmann, Zellerar (Verwalter eines Klosters) | lat. cellārium „Keller“ < cella „(Vorrats-)Kammer“. |
| -cen, -cinis \| -cina                                                                                            | -spieler \| -spielerin                                                        | lat. canere „singen, spielen (auf einem Instrumente)“ |
| censuārius | Zinsmeister                                                                   | lat. census, ūs m „Schätzung, Volkszählung“ < censēre „schätzen, zählen“ |
| censor | Zinsmeister, Schultheiß, Sittenrichter                                        | lat. censēre „schätzen, zählen“ |
| centēnārius | Zentgraf, Hauptmann, Hundertschaftsvorsteher                                  | lat. centēnī, -ae, a „je hundert“ < centum „hundert“ |
| centuriae instrūctor                                                                                             | Sergeant                                                                      | lat. centuria „Hundertschaft“ < centum „hundert“ und instruere „aufstellen“ |
| centuriō | Hauptmann                                                                     | lat. centuria „Hundertschaft“ < centum „hundert“ |
| cērārius | Wachszieher                                                                   | lat. cēra „Wachs“ |
| cerdō | Gerber, Schuhmacher                                                           | agr. κέρδων „Handwerker“ |
| cērifex | Wachszieher                                                                   | lat. cēra „Wachs“ -fex |
| cervēsārius (cervēsiārius, cervīsārius, cervīsiārius, cerevēsiārius, cerevēsiārius, cerevīsārius, cerevīsiārius) | Bierbrauer, Bierschenk                                                        | lat. cervīsia „Bier“ < kelt. *kurmēsyā f < *kurmi nt „Bier“ |
| cēroplasta | Wachsbossierer, Haarkünstler                                                  | lat. cēra „Wachs“ und agr. -πλαστής, -οῦ < πλάσσειν „bilden“ |
| chalcographus | Kupferstecher                                                                 | agr. χαλκός „Kupfer“ und γράφειν „ritzen, schreiben“ |
| chartārum lūsōriārum opifex (cartārum)                                                                           | Spielkartenmacher                                                             | lat. charta < agr. χάρτης „Blatt Papiers“, lat. lūdere „spielen“ und opifex |
| chartārius (cartārius)                                                                                           | Papiermacher                                                                  | lat. charta < agr. χάρτης „Blatt Papiers“ |
| chartulārius (cartulārius)                                                                                       | Buchhalter; Archivar                                                          | lat. chartula < charta < agr. χάρτης „Blatt Papiers“ |
| chīrographus | Schreiber                                                                     | agr. χείρ, χειρός f „Hand“ und γράφειν „schreiben“ |
| chīrothēcārius                                                                                                   | Handschuhmacher, Beutler                                                      | agr. χειροθήκη „Handschuh“ < χείρ, χειρός f „Hand“ und θήκη „Behältnis, Gehäuse“ |
| chīrūrgus | Wundarzt                                                                      | agr. χειρουργός „Handwerker; Wundarzt“ < χείρ, χειρός f „Hand“ und -ουργός „Werker“ zu ἔργον „Werk“                                                                                               |
| chīrūrgus castrensis                                                                                             | Feldscher                                                                     | chīrūrgus sowie lat. castra, -ōrum nt „Militärlager“ |
| choriregens, -entis                                                                                              | Chorregent, Kapellmeister                                                     | agr. χορός „Reigen (Ringtanz)“ und lat. regere „lenken, leiten“ |
| chēmīāter, -trī (chymīāter, chīmīāter)                                                                           | Alchemistischer Arzt                                                          | agr. χημεία „Verbindungskunst“ und ῑ̓ᾱτρός „Arzt“ |
| chēmicus (chymicus, chīmicus)                                                                                    | Chemiker, Scheidekünstler                                                     | agr. χημεία „Verbindungskunst“ |
| cingulārius / cingulātor                                                                                         | Gürtelmacher                                                                  | lat. cingulum „Gürtel“ < cingere „rings umgeben“ |
| circinārius | Zirkelschmied                                                                 | agr. κίρκινος „Zirkel“ |
| circulātor | Landstreicher, Marktschreier, Quacksalber                                     | lat. circulāre „im Kreise umgehn“ < circulus < circus < agr. κίρκος „Ring“ |
| -cīda | Töter; Schneider                                                              | lat. caedere „hauen, schlachten, schneiden“. Das ī ist durch Vokalschwächung aus ae entstanden.                                                                                                   |
| cistārius | Kistenmacher                                                                  | lat. cista < agr. κίστη „Kiste“ |
| cīvīlis / cīvicus                                                                                                | bürgerlich                                                                    | lat. cīvis m/f „Bürger, Bürgerin“ |
| cīvis | Bürger, Bürgerin                                                              | |
| clārissimus | Staatsbeamter dritten Ranges                                                  | lat. clārus „hell“, ursprünglich in Bezug auf den Schall, also „laut, vielbesprochen, berühmt“ |
| claustrārius | Pförtner; Schlosser                                                           | lat. claustra, -ōrum nt „Schloss (einer Türe)“ < claudere „schließen“ |
| claustrīx, -īcis                                                                                                 | Schließerin, Hausmagd, Kammerfrau, Haushälterin                               | lat. claudere „schließen“ |
| clāvārius | Nagelschmied                                                                  | lat. clāvus „Nagel“ |
| clāviculārius | Schlosser                                                                     | lat. clāvicula „Schlüsselchen“ < clāvis f „Schlüssel“ |
| clāviger | Schlüsselträger, Schaffner                                                    | lat. clāvis f „Schlüssel“ und -ger |
| clēricus | Geistlicher                                                                   | agr. κληρικός < κλῆρος „Los“ |
| clībanārius | Ofengießer                                                                    | agr. κλίβανος „Ofen“ |
| clipeātor (clupeātor, clypeātor)                                                                                 | Schildmaler                                                                   | lat. clipeus „Rundschild“ |
| clītellārius | Kraxentrager, Säumer                                                          | lat. clītellae „Saumsattel“ |
| cloācārius | Abtrittfeger                                                                  | lat. cloāca „Abzugsgraben“ |
| cochleārius (cocleārius)                                                                                         | Löffelmacher, Löffler                                                         | lat. cochleár, -āris nt „Löffel“ < agr. κοχλίας, -ίου m „Schnecke“ |
| coctor | Bierbrauer; Koch                                                              | lat. coquere „kochen“ |
| coctor laterum                                                                                                   | Ziegelbrenner                                                                 | lat. coquere „kochen“ und later, -eris m „Backstein“. |
| coctor vīnī adustī                                                                                               | Branntweinbrenner, Branntweiner                                               | lat. coquere „kochen“, vīnum „Wein“ und adūrere „ansengen“ |
| coquus (cocus) \| coqua (coca)                                                                                   | Koch \| Köchin                                                                | lat. coquere „kochen“ |
| collēctor | Steuereinnehmer, Sammler                                                      | lat. colligere „sammeln, zusammenlesen“ |
| collēga | Lehrer an einer Lateinschule                                                  | lat. com- „mit-“ und lēgāre „absenden“ (oder legere „wählen“?) |
| colōnus \| colōna / colōnissa                                                                                    | Bauer \| Bäuerin                                                              | lat. colere „bebauen, bestellen“ \| -issa |
| colōrātor | Färber                                                                        | lat. colōrāre „färben“ < color „Farbe“ |
| comes \| comitissa                                                                                               | Graf, Gefährte \| Gräfin                                                      | lat. com- „mit-“ und -es \| -issa. |
| comes palātīnus                                                                                                  | Pfalzgraf, Hofpfalzgraf                                                       | comes sowie Palātium „Hügel, darauf Rom gegründet worden, Palast, Kaiserhaus“ |
| commissārius | Kommissar, Pflegskommissar                                                    | lat. committere „anvertrauen, auftragen“ |
| commodātor | Verleiher                                                                     | lat. commodāre „verleihen“ < commodus „nützlich“ |
| commūtātor | Wechsler                                                                      | lat. commūtāre „tauschen, auswechseln“ |
| compāctor | Buchbinder                                                                    | lat. compingere „zusammenfügen“. Siehe bibliopēgus |
| compositor nāvium                                                                                                | Schiffsbauer                                                                  | lat. compōnere „zusammensetzen“ und nāvis „Schiff“ |
| concinnātor capillōrum                                                                                           | Perückenmacher                                                                | lat. concinnus „wohlgefügt“ und capillus „Haar“ |
| concinnātor librōrum                                                                                             | Buchbinder                                                                    | lat. concinnus „wohlgefügt“ und liber, -brī „Bast, Buch“ |
| cōntiōnātor (cōnciōnātor)                                                                                        | Prediger, Geistlicher                                                         | lat. cōntiō, -ōnis f „Volksversammlung, Ansprache, Kundgebung“ |
| condīmentārius                                                                                                   | Gewürz- oder Spezereihändler                                                  | lat. condīmentum „Gewürz, Spezerei“ < condīre „würzen“ |
| condītor | Gewürzbäcker, Zuckerbäcker                                                    | lat. condīre „würzen“ |
| conductīcius | Tagelöhner                                                                    | lat. condūcere „mieten, pachten“. Siehe mercēnnārius |
| conductor | Pächter                                                                       | lat. condūcere „mieten, pachten“ |
| confectiōnārius                                                                                                  | Apotheker                                                                     | lat. confectiō „Herstellung“ < conficere „herstellen“ |
| confector | Hersteller                                                                    | lat. conficere „herstellen“ |
| confessiōnārius                                                                                                  | Beichtvater                                                                   | lat. confessiō „Geständnis, Beichte, Bekenntnis“ < confitērī „gestehen, bekennen“ |
| conflātor | Hüttenarbeiter, Erzgießer                                                     | lat. conflāre „zusammengießen“. |
| consiliārius | Ratsherr                                                                      | lat. consilium „Rat“ |
| consul, -ulis | Bürgermeister; Ratsherr                                                       | Die consulēs waren zur Zeit der Römischen Republik die zwei ranghöchsten Beamten. Die Gleichsetzung mit dem Ratsherrn bot sich an, weil lat. consulere unter anderem "beratschlagen" bedeutet.    |
| consultor | Ratsherr                                                                      | |
| contrārotulārius / contrārotulātor                                                                               | Gegenschreiber                                                                | lat. contrārotulum „zweite Ausfertigung“ < contrā „gegen“ und rotula „(Schrift-)Rolle“ < rota „Rolle, Rad“                                                                                        |
| conventuālis | Konventuale, Konventsmitglied, Klosterangehöriger                             | lat. conventus, ūs m „Zusammenkunft“ |
| conversus | Konverse, Laienbruder                                                         | lat. convertere „umkehren“ |
| cophinopoeus | Korbmacher                                                                    | agr. κόφινος „Korb“ und -poeus |
| corbārius / corbō, -ōnis                                                                                         | Korbmacher                                                                    | lat. corbis m/f „Korb“ |
| cordārius (chordārius) / cordulārius (chordulārius)                                                              | Seilmacher, Kordelmacher, Reifer                                              | lat. corda (chorda) „Saite, Strick“ < agr. χορδή „Darmsaite“ |
| coriātor / coriārius                                                                                             | Gerber, Schuhmacher                                                           | lat. corium „Tierhaut, Leder“ |
| cornicen | Hornbläser, Hornist                                                           | lat. cornū, ūs nt „Horn“ und -cen |
| coroplathus | Puppenmacher                                                                  | agr. κόρη „Mädchen, Puppe“ und πλάθειν „bilden“ |
| corporicīda | Metzger                                                                       | lat. corpus, -oris „Leib“ und -cīda |
| corrēctor | Statthalter                                                                   | lat. corrigere „berichtigen“ |
| corrigiārius | Riemenschneider                                                               | lat. corrigia „Rieme“. Nicht zu corrigere. |
| cothurnārius | Stiefelmacher, Tschismenmacher                                                | lat. cothurnus „Kothurn, hoher Schuh, Stiefel, Jagdstiefel“. |
| cōtiārius | Schleifer                                                                     | lat. cōs, cōtis f „Wetzstein“ |
| crēditor | Gläubiger                                                                     | lat. crēdere „anvertrauen“ |
| crībrārius | Siebmacher                                                                    | lat. crībrum „Sieb“ < cernere „sondern, sichten“ |
| crucifer | Kreuzritter, Ordensritter                                                     | lat. crux, crucis f „Kreuz“ und -fer |
| crumēnārius (crumīnārius)                                                                                        | Beutler                                                                       | lat. crumīna „(Geld-)Beutel“ |
| crustārius | Gipser, Stukkator; Pastetenbäcker                                             | lat. crusta „verhärtetes Äußere“ |
| crustulārius | Küchler, Pfefferkuchenbäcker                                                  | lat. crustulum „Zuckergebäck“ |
| cubiculārius \| cubiculāria                                                                                      | Kammerdiener, Kämmerer \| Kammerzofe                                          | lat. cubiculum „Schlafgemach“ < cubāre „liegen, ruhen“ |
| culcitārius | Polsterer                                                                     | lat. culcita „Polster“ |
| cultrārius | Messerschmied                                                                 | lat. culter, -trī „Messer“ |
| cūpārius (cuppārius)                                                                                             | Küfer, Schäffler, Böttcher                                                    | lat. cūpa (cuppa) „Kufe, Fass, Bottich“ |
| cuppēdinārius (cupēdinārius)                                                                                     | Kuchenbäcker                                                                  | lat. cuppēdō, -inis f „Schmackofatz, Leckerbissen“ |
| cuprārius (cyprārius)                                                                                            | Kupferschmied                                                                 | lat. cuprum < agr. κύπρον „(Metall) aus Zypern“ |
| cuprifaber (cyprifaber)                                                                                          | Kupferschmied                                                                 | lat. cuprum und faber |
| cūrātor | Verwalter; Vormund                                                            | lat. cūrāre „besorgen“ < cūra „Sorge, Sorgfalt“ |
| cūrātor fontium                                                                                                  | Brunnenwart                                                                   | lat. cūrāre „besorgen“ < cūra „Sorge, Sorgfalt“ und fons, fontis m „Quell“ |
| cūrātor salīnārius                                                                                               | Salzwart                                                                      | lat. cūrāre „besorgen“ < cūra „Sorge, Sorgfalt“ und salīnae „Salzwerk, Salzgrube“ |
| cūriālis | Ratsherr; Hof-                                                                | mlat. cūria „Fürstenhof“ < lat. cūria „Rathaus“ |
| currifex | Wagner                                                                        | lat. currus, -ūs m „Wagen“ und -fex |
| cursor | Läufer, Bote                                                                  | lat. currere „laufen“ |
| cursor pūblicus                                                                                                  | Postreiter                                                                    | lat. currere „laufen“ und pūblicus „staatlich“ |
| cūsor | Münzer                                                                        | lat. cūdere „schlagen, prägen, münzen“ |
| custōs, -ōdis / custor, -ōris                                                                                    | Wächter, Küster                                                               | altes Grundwort. custor ist eine ungewöhnliche Umbildung aus custōs. |
| custōs animālium                                                                                                 | Viehhirt                                                                      | lat. animál, -ālis nt „beseeltes Wesen“ |
| custōs carceris                                                                                                  | Kerkermeister                                                                 | lat. carcer, -eris m „Verlies“ |
| custōs pecorum                                                                                                   | Viehhirte                                                                     | lat. pecus, -oris nt „Herde Viehs“ |
| custos silvārum                                                                                                  | Waldhüter, Heger                                                              | lat. silva „Wald, Forst“ |
| citharoedus (cytharoedus)                                                                                        | Zitherspieler                                                                 | agr. κιθαρῳδός < κιθάρα „Zither“ und ἀείδειν „singen“ |

## D
| Latein                                      | Deutsch                                  | Etymologie (Wortherkunft) |
| ------------------------------------------- | ---------------------------------------- | --- |
| dapifer, -ferī                              | Truchsesse                               | lat. daps, dapis f „Schmaus“ und -fer |
| deaurātor                                   | Vergolder, Fassmaler                     | lat. aurum „Gold“ |
| dēbitor                                     | Gläubiger                                | lat. dēbēre „schulden, sollen“ |
| decānus                                     | Dekan                                    | lat. decem „zehn“. Eigentlich der Vorgesetzte von zehn Männern, siehe decuriō. |
| decuriō, -ōnis                              | Rottmeister, Unteroffizier, Korporal     | lat. decuria „Zehnschaft“ < decem „zehn“ |
| decimārius (decumārius)                     | Zehntner                                 | lat. decima „ein Zehntteil (Zehntel)“ (erg. pars) < decem „zehn“ |
| dēfensor                                    | Verteidiger, Anwalt                      | lat. dēfendere „verteidigen, wehren“ |
| dēglūbitor                                  | Abdecker                                 | lat. dēglūbere „abhäuten, schinden“ |
| dēsignātor hospitiōrum                      | Quartiermeister                          | lat. dēsignāre „bezeichnen“ und hospitium „Bewirtung, Herberge“ < hospes, -pitis „Gastwirt“ |
| dēstīllātor                                 | Destillierer, Chemiker                   | lat. dēstīllāre „herabtropfen machen“ < stīlla "Tropfe" |
| dicographus                                 | Gerichtsschreiber                        | agr. δίκη „Prozess“ und γράφειν „schreiben“ |
| diāconus                                    | Diakon, Prediger, Hilfsgeistlicher       | agr. διάκονος diákonos „Diener, Helfer, Bote“. |
| diaetārius                                  | Tagelöhner                               | agr. δίαιτα „Lebensunterhalt“ |
| digitālārius                                | Handschuhmacher                          | lat. digitāle, -ālis nt „Handschuh“ < digitus „Finger“ |
| dignitārius                                 | Würdenträger                             | lat. dignitās „Würde“ < dignus „würdig, wert“. Die vorliegende Form ist haplologisch gekürzt aus *dignitātārius. |
| dimacha                                     | Dragoner                                 | agr. διμάχης < δι- „zwei-“ und μάχη „Gefecht“. Die makedonischen Διμάχαι fochten je nach Bedarf zu Fuß oder zu Ross. |
| disceptātor                                 | Schiedsrichter                           | lat. disceptāre „schlichten“ |
| discipulus                                  | Schüler, Lehrling                        | Es besteht eine volksetymologische Verbindung zu lat. discere "lernen", doch sind die Bestandteile in Wahrheit dis- „zer-, auseinander-“ und capulus in der ursprünglichen allgemeinen Bedeutung „Nehmer“ zur Wurzel von capere „ergreifen“. |
| dispensātor                                 | Verwalter, Schaffer, Hausvogt; Schaffner | lat. dispensāre „verhältnismäßig austeilen, verwalten“ < pendere „abwiegen“ |
| distractor                                  | Verkäufer                                | lat. distrahere „auseinanderziehen, einzeln verkaufen“ |
| diurnista                                   | Hilfsschreiber                           | lat. diurna acta nt „Tagesberichte“ |
| docens                                      | Dozent, Lehrer                           | lat. docēre „(be)lehren, unterrichten, unterweisen“ |
| dōliārius (dōleārius) / dōliātor (dōleātor) | Böttcher, Büttner, Fassmacher            | lat. dōlium „Fass, Kufe, Bottich“ |
| domesticus                                  | Hausbediensteter                         | lat. domus, ūs f „(Herren-)Haus“ |
| domicella honōrāria                         | Ehrenkammerfrau                          | Kurzform von lat. dominicella < domina „Hausherrin“ < domus, -ūs f „(Herren-)Haus“ und honōs, -ōris „Ehrung“ |
| domicellus                                  | adeliger Jüngling, Junker                | Kurzform von lat. dominicellus < dominus „Hausherr“ < domus, -ūs f „(Herren-)Haus“ |
| dominus                                     | Hausherr                                 | lat. domus, -ūs f „(Herren-)Haus“. Siehe erus. |
| domunculārius                               | Häusler                                  | lat. domuncula „kleines Haus“ < domus, -ūs f „(Herren-)Haus“ |
| doryphorus                                  | Hartschier                               | agr. δορυφόρος „Speerträger“ < δόρυ, δόρατος nt „Holz, Speerschaft, Speer“ und -phorus |
| dulciārius                                  | Lebzelter, Lebküchler                    | lat. dulcia „Süßspeisen“ |
| duumvir                                     | Duovir, Senatsspitze                     | lat. duo „zwei“ und vir „Mann“ |
| dux \| ducissa                              | Herzog; General \| Herzogin              | zur Wurzel von lat. dūcere „führen“ \| -issa |

## E
| Latein                         | Deutsch                                | Etymologie (Wortherkunft) |
| ------------------------------ | -------------------------------------- | --- |
| ēbursātor                      | Zahlmeister                            | lat. ē bursā „aus dem Geldsäckel“ |
| ēdentārius                     | Dentist, Zahnbrecher                   | lat. ēdentāre „entzahnen“ < dens, dentis m „Zahn“ |
| ēgregius                       | Beamter fünften Ranges                 | lat. ēgregius „auserlesen“ < ē grege ēligere „aus der Herde/Gruppe auswählen“ |
| ēlēctor                        | Kurfürst                               | lat. ēligere „auswählen“ |
| ēlēctōrālis                    | kurfürstlich                           | lat. ēlēctor „Auswähler, Kurfürst“ < ēligere „auswählen“ |
| eleēmosynārius                 | Almosenpfleger                         | lat. eleēmosyna < agr. ἐλεημοσύνη „Barmherzigkeit, Almosen“ < ἐλεήμων „barmherzig“ < ἐλεεῖν „sich erbarmen“ < ἔλεος „Mitleid“                                                          |
| ēmptor                         | Kaufmann                               | lat. emere „kaufen“ |
| ēmundātor                      | Schwertschleifer                       | lat. ēmundāre „gründlich reinigen“ < mundus „sauber, rein“ |
| ensifex                        | Waffenschmied, Schwertfeger            | lat. ensis „Schwert, Degen“ und -fex |
| ephēbus                        | Edelknabe, Kadett                      | agr. ἔφηβος „Jüngling“ |
| ephippiārius                   | Sattelmacher                           | agr. ἐφίππιον „Satteldecke“ < ἐπί „auf“ und ἵππος „Ross“ |
| ephorus                        | Aufseher, Hofmeister                   | Die fünf jährlich vom Volke gewählten ἔφοροι gehörten zu den mächtigsten politischen Akteuren in der antiken Sparta. Von agr. ἐπί „auf“ und οὖρος „Wächter“                            |
| episcopus                      | Bischof                                | agr. ἐπίσκοπος < ἐπί „auf“ und σκοπός „Späher“. |
| equāriārius                    | Stallmeister, Marstaller               | lat. equāria (sc. rēs) „Gestüt“ < equus „Ross“ |
| eques                          | Ritter, Reiter                         | lat. equus „Ross“ und -es |
| equester, -tris                | beritten; Reiter, Ritter, Reisiger     | lat. equus „Ross“ |
| equicīda                       | Pferdeschlächter                       | lat. equus „Ross“ und -cīda |
| equīsō, -ōnis                  | Bereiter, Zureiter                     | lat. equus „Ross“ und ein unerklärtes Suffix. |
| equōrum domitor                | Pferdeausbilder                        | lat. equus „Ross“ und domāre „zähmen, abrichten“ |
| equōrum magister, -trī         | Stallmeister, Hofbereiter              | lat. equus „Ross“ und magister |
| erēmīta                        | Einsiedler                             | agr. ἐρημίτης < ἐρημίᾱ „Einöde“ |
| ergastulārius                  | Kerkermeister, Stockmeister, Schließer | lat. ergastulum „Zuchthaus, Arbeitshaus“ zu agr. ἐργαστήριον „Zuchthaus“, dies wiederum zu ἔργον „Werk, Arbeit“                                                                        |
| errō                           | Landstreicher                          | lat. errāre „irren“ |
| ērudītor                       | Lehrer, Erzieher                       | lat. ērudīre „gründlich ausbilden“ < ex „aus“ und rudis „roh“ |
| erus (herus)                   | Hausherr                               | Die Voransetzung eines nicht-etymologischen h war schon in der Antike möglich und wurde in späterer Zeit besonders beliebt wegen der Ähnlichkeit zu ahd. hērro „Herre“. Siehe dominus. |
| -es, -itis                     | -gänger, -fahrer                       | die Wurzel von lat. īre „gehen, reisen, fahren“ und ein PPA-wertiges Stammsuffix -t- „-end-“                                                                                           |
| exāctor                        | Steuereinnehmer                        | lat. exigere „einfordern“ |
| exāctor vectīgālium            | Zolleinnehmer                          | lat. exigere „einfordern“ und vectīgál, -ālis nt „Zoll“ |
| exāminātor aurī                | Goldprüfer                             | lat. exāmināre „untersuchen“ < exāmen, -minis nt „Prüfung“ < exigere „untersuchen“ und aurum „Gold“                                                                                    |
| exceptor                       | Sekretär; Gerichtsschreiber            | lat. excipere „aufnehmen“ |
| exclāmātor                     | Ausrufer                               | lat. exclāmāre „ausrufen“ |
| excoriātor                     | Wasenmeister, Schinder, Abdecker       | lat. excoriāre „schinden“ < corium „Tierhaut“. Siehe dēglūbitor. |
| excubitor                      | Wächter                                | lat. excubāre „draußen Liegen, Wache halten“. Siehe vigil, custōs. |
| excursor                       | Ausläufer, Bote                        | lat. excurrere „hinauslaufen“ |
| exōrnātor pīleōrum (pilleōrum) | Hutschmücker, Putzmacher               | lat. exōrnāre „schmücken“ und pilleus „Filzkappe“ |
| exsecūtor (execūtor)           | Gerichtsvollstrecker                   | lat. exsequī „ausführen, vollstrecken“ |

## F
| Latein                                                               | Deutsch                                                                  | Etymologie (Wortherkunft) |
| -------------------------------------------------------------------- | ------------------------------------------------------------------------ | --- |
| faber, -brī                                                          | Handwerker; Schmied                                                      | |
| faber ferrārius                                                      | Eisenschmied                                                             | lat. ferrum n „Eisen, Waffe, Schwert“ / „zum Eisen gehörig“                                                                                      |
| faber serrārius                                                      | Schlosser, Sägeschmied                                                   | lat. serra f „Säge“ / „mit der Säge beschäftigt“                                                                                                 |
| faber tīgnārius, faber līgnārius                                     | Zimmermann                                                               | lat. tīgnum n „Bauholz, Balken, Pfahl“ / „zum Bauholz gehörig“, līgnum -ī, n „Holz“ und lignārius a um „mit Holz arbeitend“ / „zum Holz gehörig“ |
| fabricātor                                                           | Fabrikant                                                                | lat. fabrica (erg. officīna) „Werkstatt“ < *fabricus „Werker-“ < faber                                                                           |
| facifer                                                              | Fackelträger                                                             | lat. fax, facis f „Fackel“ und -fer |
| factor                                                               | -macher                                                                  | lat. facere „machen“ |
| falcārius                                                            | Sensenschmied, Dengler; Sichelschmied                                    | lat. falx, falcis f „Sense, Sichel“ |
| falcōnārius                                                          | Falkner                                                                  | lat. falcō, -ōnis < germ. *falkô, -iniz |
| famulus \| famula                                                    | Diener, Knecht, Zögling, Schüler, Läufer \| Dienerin, Magd               | |
| farīnārius / farīnātor                                               | Mehlhändler, Melber                                                      | lat. farīna „Mehl“ < far, farris nt „Emmer oder Dinkel“                                                                                          |
| fartor / farcīminārius                                               | Wurstmacher                                                              | lat. farcīre „stopfen“ / farcīmen „Wurst“ |
| fenestrārius                                                         | Glaser                                                                   | lat. fenestra „Fenster“ |
| fēniseca (faeniseca, foeniseca, fēnisex, faenisex, foenisex, -secis) | Mäher, Schnitter                                                         | lat. fēnum „Heu“ und secāre „schneiden“ |
| -fer \| -fera                                                        | -träger \| -trägerin                                                     | lat. ferre „tragen“ |
| ferrāmentārius                                                       | Eisenhändler                                                             | lat. ferrāmentum „Eisengerät“ < ferrum „Eisen, Stahl“                                                                                            |
| ferrārius / ferrī propōla                                            | Eisenschmied                                                             | lat. ferrum „Eisen, Stahl“ und propōla |
| ferrī fūsor                                                          | Eisengießer                                                              | lat. ferrum „Eisen, Stahl“ und fundere „gießen“                                                                                                  |
| -fex, -ficis \| -fica                                                | -macher \| -macherin                                                     | lat. facere „machen“ |
| fībulārius / fībulātor                                               | Heftler, Spangenmacher                                                   | lat. fībula „Spange, Heftel“ < fīgere „heften“                                                                                                   |
| fidei jussor                                                         | Bürge; auch Pate                                                         | lat. fidēs, -ei f „Treue, Ehrenwort, Gewähr“ und jubēre „befehlen, (einen) heißen“                                                               |
| fidicen                                                              | Fiedler, Geiger, Spielmann, Lautenschläger                               | lat. fidis, -is f „Saite“ und -cen |
| figulus                                                              | Töpfer, Hafner                                                           | zur Wurzel von lat. fingere „bilden“ |
| fīlōrum ferreōrum ductor                                             | Drahtzieher                                                              | lat. fīlum „Faden“, ferreus „eisern“ < ferrum „Eisen“ und dūcere „ziehen“                                                                        |
| fiscālis                                                             | Fiskal, Vertreter des Fiskus (Steuerbehörde); auch fiskalischer Untertan | lat. fiscus „geflochtener Korb, Staatssäckel“ |
| fistulātor                                                           | Pfeifer, Flötenbläser                                                    | lat. fistula „Röhre, Rohrpfeife, Panflöte“ |
| flātor                                                               | Schmelzer, Hüttenarbeiter; Trompeter, Schalmeienbläser                   | lat. flāre „blasen“. |
| fontānārius / fontānus                                               | Brunnenmeister, Brunnenbauer                                             | lat. fontāna „Quelle“ < fons, fontis m „Quelle“                                                                                                  |
| forestārius                                                          | Förster                                                                  | mlat. forestus (foresta) „Forst“, vielleicht zu lat. forīs „außer der Haustüre, draußen“                                                         |
| fornācārius                                                          | Ofensetzer                                                               | lat. fornāx, -ācis f „Ofen“ |
| fossārius / fossor                                                   | Totengräber; Bergmann, Gräber                                            | lat. fossa (sc. terra) „Graben“ < fodere „graben“                                                                                                |
| frēnārius                                                            | Zäumer                                                                   | lat. frēnum „Zaum“ |
| frūgimensor, -ōris                                                   | Kornmesser                                                               | lat. frūx, frūgis f „Frucht“ und mētīrī, mensus sum „messen“                                                                                     |
| frūmentārius / frūmentātor                                           | Kornhändler                                                              | lat. frūmentum „Getreide“ < fruī „genießen, nießbrauchen“                                                                                        |
| fullō                                                                | Tuchwalker                                                               | |
| fūmārius                                                             | Kaminkehrer                                                              | lat. fūmus „Rauch“ |
| fūnambulus                                                           | Seiltänzer                                                               | lat. fūnis m „Seil“ und ambulāre „lustwandeln“                                                                                                   |
| fūnārius / fūniculārius / fūnifex, -ficis                            | Seiler                                                                   | lat. fūnis m „Seil“ / fūniculus „dünnes Seil“ / -fex                                                                                             |
| furnārius (fornārius)                                                | Ofensetzer; Bäcker                                                       | lat. fornus (fornus) „Ofen“ |
| fūsor                                                                | Gießer                                                                   | lat. fundere „gießen“ |
| fūsor aerārius                                                       | Rotgießer                                                                | lat. fundere „gießen“ und aes, aeris nt „Erz, Kupfer, Bronze, Geld“                                                                              |
| fūsor campānārum                                                     | Glockengießer                                                            | lat. fundere „gießen“ und campāna „Glocke“ |
| fūsor īconum                                                         | Devotionalienfabrikant                                                   | lat. fundere „gießen“ und agr. εἰκών, εἰκόνος f „Bildnis, Heiligenbild“                                                                          |
| fūsor stannārius (stagnārius)                                        | Zinngießer                                                               | lat. fundere „gießen“ und lat. stannum, stagnum < kelt. *stagnos „Zinn“                                                                          |

## G
| Latein                             | Deutsch                                     | Etymologie (Wortherkunft) |
| ---------------------------------- | ------------------------------------------- | --- |
| gāneō \| gānea                     | Schlemmer \| Dirne                          | lat. gānea „Garküche, Freudenhaus“. gānea ist aus gāneō moviert, vergleiche lēnō und lēna. |
| gemmārius                          | Juwelier                                    | lat. gemma „Edelstein, Juwel“ |
| geōmetricus / geōmetra             | Feldmesser, Landvermesser, Geodät           | agr. γῆ „Erde“ und μέτρον „Maß“ |
| -ger \| -gera                      | -träger \| trägerin                         | lat. gerere „tragen“ |
| gerulus                            | Bote, Träger, Ausführer                     | zu lat. gerere „tragen, ausführen“ |
| gladiārius / gladiātor             | Messerschmied, Schwertfeger; Klingenschmied | lat. gladius „Kurzschwert“ < kelt. *kladiwos „Schwert“ < *kladeti „sticht“ |
| globulārius                        | Knopfmacher; auch Rosenkranzmacher          | lat. globulus < globus „Kugel“ |
| glūbinātor                         | Schinder                                    | lat. *glūbināre „schinden, abhäuten“ < glūbere „schälen“. Siehe dēglūbitor. |
| glūtinātor                         | Weißbinder, Lehmarbeiter                    | lat. glūten, -tinis nt „Leim“ |
| grammaticus                        | Schulmeister                                | agr. γραμματικός „Schriftgelehrter“ < γράμμα, γράμματος nt „Buchstabe“ < γράφειν „ritzen, schreiben“                                                                                               |
| grānārius                          | Kastner/Rent-Amtmann                        | lat. grānum „Korn“ |
| gregārius                          | Gemeiner Soldat                             | lat. grex, gregis m „Herde, Schar“ |
| grossārius                         | Grobschmied                                 | spätlat. grossus, -a, -um „grob“. Fernere Herkunft ungeklärt. |
| grūtārius                          | Gruthersteller, Bierbrauer                  | mlat. grūtum „Grut“ zu germ. *greutanan „grießen“, „zerreiben“ |
| guardiānus                         | Aufseher, Wächter                           | zu germ. *wardaz „Wächter“. Als das germanische Grundwort in die Romania übernommen wurde, gab man den Gleitlaut [u̯] mit /gu/ wieder. Daher gelingen Wortgleichungen wie span. guerra = engl. war. |
| gymnasta                           | Turner                                      | agr. γυμνάζειν „ausbilden (einen Nackten)“ < γυμνός „nackt“ |
| gypsārius / gypsātor / gypsoplasta | Stuckateur                                  | agr. γύψος „Kalkstein, Gips“ und -πλαστής, -οῦ < πλάσσειν „bilden“ |
| gȳrātor (gīrātor)                  | Drechsler; Landstreicher                    | agr. γῦρος „Kreis“ |

## H
| Latein                                     | Deutsch                    | Etymologie (Wortherkunft) |
| ------------------------------------------ | -------------------------- | --- |
| habitans                                   | Einwohner, Inwohner        | lat. habitāre „bewohnen“. |
| haragius                                   | Zauberer, Wahrsager        | tentativ zu lat. *har- „Eingeweide“ und ajere „sagen“. Vergleiche hariolus „Wahrsager“, adagium „Sprichwort“ und prōdigium „Vorzeichen“.                                                                                                 |
| harpātor                                   | Harfner                    | lat. harpa < germ. harpōn, -ōniz „Harfe“. Siehe psaltēs. |
| helciārius                                 | Schiffzieher, Treidler     | agr. ἕλκειν „ziehen, schleppen“ |
| herbārius                                  | Kräutermann                | lat. herba „Kraut“ |
| herbārum propōla                           | Gemüsekrämer, Gewürzkrämer | lat. herba „Kraut“ und propōla |
| hōrologiārius                              | Uhrmacher                  | agr. ὡρολόγιον „Zeitmesser, Uhr“ < ὥρα „Stunde“ und λέγειν „zählen“ |
| hortīliō, -ōnis / hortulānus / hortulārius | Gärtner                    | lat. hortus „Garten“ |
| hospes, -pitis \| hospita / hospitissa     | Gastwirt / Wirtin          | urindoeuropäisch *gʰóstis „Fremder“ und *pótis „Herr“. Im Lateinischen hatte hostis die Bedeutung des Fremden bereits verengt auf den Feind, weshalb sich eine synchrone Analyse über hostis „Feind“ + potis „mächtig“ nicht mehr anbot. |

## I
| Latein                     | Deutsch                                    | Etymologie (Wortherkunft) |
| -------------------------- | ------------------------------------------ | --- |
| iānitor / iānitor carceris | Türhüter, Pförtner, Küster / Kerkermeister | lat. ianus, Janus, der röm. Gott des Anfangs und des Endes |
| illitor / illinītor        | Anstreicher                                | lat. illinere „bestreichen, überziehen“. Die zweite Form ist von einer Variante illinīre abgeleitet. |
| illūminātor                | Briefmaler, Buchmaler                      | lat. illūmināre „erleuchten, ausschmücken“ < lūmen, -minis nt „Lichtquell“ |
| illūminista                | Briefmaler, Buchmaler                      | lat. illūmināre „erleuchten, ausschmücken“ < lūmen, -minis nt „Lichtquell“ und -ista |
| illūstris                  | "Erlauchter", Beamter ersten Ranges        | lat. illūstris, -e "hell, erleuchtet, erlaucht" < lūx f „Licht“ |
| impressor                  | Drucker                                    | lat. imprimere „mit eingedrückten Zeichen versehen, bedrucken, drucken“ |
| inaurātor                  | Vergolder                                  | lat. inaurāre „vergolden“ < aurum „Gold“ |
| inbursātor                 | Einnehmer                                  | lat. in bursam „in den Geldsäckel“ < agr. βύρσα „Tierhaut“ |
| incīsor                    | Stecher, Graveur                           | lat. incīdere „einschneiden“ < caedere „hauen, schneiden“ |
| incola                     | Einwohner                                  | lat. incolere „bewohnen“ |
| indusiārius                | Hemdenmacher                               | lat. indusium „Hemd“, vielleicht zu induere „anziehen, antun“ |
| infector                   | Färber                                     | lat. inficere „färben, durchtränken“ |
| infirmārius                | Krankenmeister, Spitalmeister              | lat. infirmus „krank, schwach“ |
| inquilīnus                 | Mieter; Inwohner                           | lat. incolere „bewohnen“ |
| inspector                  | Aufseher                                   | lat. inspicere „besehen“ |
| -issa, -ae                 | -in                                        | agr. -ισσᾰ „feminisierendes Suffix“ |
| -ista, -ae                 | -ler                                       | agr. -ιστής „-ler“, ursprünglich ein -τής „-er, Ausführer-Suffix“, das auf ein -ίζειν-Verb angewandt wurde. Die -ίζειν-Verben wurden ursprünglich denominativ zu d-Stämmen gebildet. Die Flexion wurde bei der Entlehnung ins Lateinische latinisiert, und zwar in diesem Falle der 1. (ā-)Deklination angeschlossen |
| institor \| institrīx      | Krämer \| Krämerin                         | lat. instāre „bedrängen“. Ursprünglich wohl ein Hausierer, der einem seine Waren aufzudrängen sucht. |
| institūtor                 | Lehrer                                     | lat. instituere „unterrichten, unterweisen“ |
| intimus                    | Geheim-                                    | lat. intimus „innerst“, Höchststufe zur Grundstufe *interus „inwendig“ und zur Steigerungsstufe interior „inner“ |
| iūdex                      | Richter                                    | lat. ius und dico „Recht sprechen“ |
| intinctor                  | Färber                                     | lat. intingere „eintauchen“ |

## J
| Latein                     | Deutsch                                                       | Etymologie (Wortherkunft) |
| -------------------------- | ------------------------------------------------------------- | --- |
| jaculātor                  | Schütze, Flurschütze                                          | lat. jaculārī „schleudern“ zu jacere „werfen“                                                                                |
| jānitor                    | Pförtner, Torknecht, Türhüter, Küster                         | lat. jānua „Tür“ |
| jocātor, joculātor         | Gaukler, Narr                                                 | lat. jocārī „scherzen“ < jocus „Scherz“                                                                                      |
| jūdex, -dicis \| jūdicissa | Richter \| Richterin (meist die Frau oder Witwe des Richters) | lat. jūs, jūris nt „Recht“ und -dex, -dicis „Weiser, Zeiger“ zur Wurzel von urindoeuropäisch *déyḱti „zeigt gerade“ \| -issa |
| jūrātus                    | Geschworener                                                  | lat. jūrāre „schwören“ < jūs, jūris nt „Recht“ < uritalisch *jowos, jowezes nt „Schwur, Gesetz“                              |
| jūris consultus            | Rechtsgelehrter, Rechtskundiger                               | lat. jūs, jūris nt „Recht“ und consulere „befragen, zu Rate ziehen“                                                          |

## L
| Latein                                             | Deutsch                                      | Etymologie (Wortherkunft) |
| -------------------------------------------------- | -------------------------------------------- | --- |
| labōrātor                                          | Arbeiter                                     | lat. labōrāre „sich mühen, leiden“ < labor, -ōris m „Mühsal, Arbeit“ < labāre „wanken“ |
| lactis propōla                                     | Milchhändler                                 | lat. lac, lactis nt „Milch“ und propōla |
| lagēnātor (lagoenātor)                             | Flaschenmacher                               | lat. lagēna „Flasche“ < agr. λάγηνος f „Flasche“ |
| lāminārius                                         | Spengler, Blechschmied                       | lat. lāmina „Blatt, Platte“ |
| lampadum nocturnārum incensor                      | Lampenanzünder                               | agr. λαμπάς, λαμπάδος f „Fackel“, lat. nocturnus „nächtlich“ < nox, noctis f „Nacht“ und incendere „anzünden“ |
| lānārius                                           | Wollarbeiter                                 | lat. lāna „Wolle“ |
| lanceārius (lanciārius)                            | Lanzenträger                                 | lat. lancea (lancia) „Lanze, Wurfspeer“ |
| lanius / laniō / laniātor                          | Fleischer, Metzger, Fleischhauer             | lat. laniāre „zerfleischen“ < lanius „Fleischer“ |
| lānifex \| lānifica                                | Wollarbeiter, Tuchmacher \| Wollspinnerin    | lat. lāna „Wolle“ und -fex |
| lanista                                            | Fechtmeister                                 | etruskisch 𐌋𐌀𐌍𐌉𐌔𐌕𐌀 „Vorsteher“. Im Römischen Reich hieß der Ausbilder einer Gladiatorentruppe lanista. |
| lānitextor                                         | Tuchmacher                                   | lat. lāna „Wolle“ und texere „weben“ |
| lapicīda (lapidicīda)                              | Steinmetz                                    | lat. lapis, -pidis m „Stein“ und -cīda |
| lapidārius                                         | Steinbrecher                                 | lat. lapis, -pidis m „Stein“ |
| lapidātor                                          | Pflasterer                                   | lat. lapis, -pidis m „Stein“ |
| laterārius / laterātor / latericius                | Ziegler, Ziegelbrenner                       | lat. later, -teris m „Ziegelstein“ |
| lātomus                                            | Steinbrecher, Ziegler                        | agr. λᾶς, λᾶος m „Stein“ und τέμνειν „hauen“ |
| latrō, -ōnis                                       | Bandit, Wegelagerer; Söldner                 | agr. λάτρον „Sold“. |
| lautor (lōtor, lūtor) \| lōtrīx, -īcis             | Wäscher, Tuchwalker \| Wäscherin             | lat. lavāre „waschen, baden“ |
| lēctor                                             | Vorleser; Lehrer; Lektor                     | lat. legere „lesen“ |
| lēgātus                                            | Gesandter                                    | lat. lēgāre „absenden“ |
| lēgātus legiōnis                                   | Oberstleutnant                               | lat. lēgāre „absenden“ und legiō „ausgehobene Mannschaft“ < legere „auslesen“ |
| -legus                                             | -sammler                                     | lat. legere „lesen, sammeln“ |
| lēnō \| lēna                                       | Kuppler, Zuhälter \| Kupplerin               | unbekannt. |
| lībārius                                           | Kuchenbäcker                                 | lat. lībum „Kuchen“ |
| līber barō                                         | Freiherr                                     | lat. līber, lībera, līberum „frei“ und germ. barô, -iniz „Gefolgsmann“ |
| līber rūsticus                                     | Freibauer                                    | lat. līber, lībera, līberum „frei“ und rūs, rūris nt „Land im Gegensatze zur Stadt“ |
| lībī piperātī pistor                               | Pfefferkuchenbäcker, Küchler                 | lat. lībum „(Opfer-)Kuchen“, piper, -eris nt < agr. πέπερι „Pfeffer“ und lat. pinsere „zerstoßen“ |
| libitīnārius                                       | Leichenbesorger                              | lat. Libitīna „römische Leichengöttin“ |
| librārius                                          | Buchhändler; Buchdrucker                     | lat. liber, -brī „Bast, Buch“ |
| lībripens, -pendis                                 | Wagmeister                                   | lat. lībra „Waage“ und pendere „abwägen“, siehe zygostata. |
| līctor                                             | Stadtknecht, Gerichtsdiener, Büttel, Häscher | zur Wurzel von lat. ligāre „binden“. Die līctōrēs waren im alten Rom die Begleiter hoher Magistrate und trugen je einen fascem „(Ruten-)Bündel“, in dem eine secūris „Beil“ steckte, als Zeichen der Amtsgewalt. |
| līctor castrensis                                  | Profoß                                       | līctor und castra, -ōrum „Militärlager“ |
| ligātor                                            | Fassbinder, Böttcher; Buchbinder             | lat. ligāre „binden“ |
| lignārius                                          | Holzhacker, Tischler, Zimmerer, Schreiner    | lat. lignum „Holz“ |
| lignicīda                                          | Holzfäller                                   | lat. lignum „Holz“ und -cīda |
| lignōrum custōs, -ōdis                             | Holzhüter                                    | lat. lignum „Holz“ und custōs, -ōdis „Hüter“ |
| limbulārius (limbolārius)                          | Bortenmacher, Posamentier                    | lat. limbulus < limbus „Besatz, Borte“ |
| līnārius / linteārius                              | Flachs- und Werghändler                      | lat. līnum „Flachs, Lein“ / linteum „ein Leinen“ |
| līnifex / linteārius / linteātor / linteō (lintiō) | Leinweber                                    | lat. līnum „Flachs, Lein“ und -fex / linteum „ein Leinen“ < linteus „leinen“ |
| linteopōla                                         | Leinwandkrämer, Briechler                    | lat. linteum „ein Leinen“ und -pōla |
| lintrārius (luntrārius)                            | Ferge, Fährmann                              | lat. linter (lunter) f „Boot., Kahn“ |
| līripipiārius                                      | Skapulierträger, Bruderschaftsmitglied       | mlat. līripipium „Kapuzenzipfel“. |
| lithostrāta                                        | Pflasterer, Fliesenleger                     | agr. λίθος „Stein“ und lat. sternere - strāvī - strātum „hinbreiten“ |
| liticen                                            | Zinkbläser, Spielmann                        | lat. lituus „Krummhorn, Zink“ und -cen |
| lixa                                               | Marketender                                  | unbekannt. |
| locum tenēns, -entis                               | Leutnant                                     | frz. lieu < lat. locum und frz. tenant < lat. tenentem (Lehnübersetzung) |
| logographus                                        | Buchhalter                                   | agr. λόγος „Rechnung“ und γράφειν „ritzen, schreiben“ |
| lōrārius                                           | Riemer, Sattler                              | lat. lōrum „Rieme“ |
| lotteriae officiālis                               | Lotteriebeamter                              | ital. lotteria „Haus der Lose“ (die urwüchsige lat. Form wäre *lotāria) < ital. lotto < altfranzösisch lot < altfränkisch *hlot < germ. hlutan „Los“ und lat. officium „Dienst“                                  |
| lotteriae scrība                                   | Lotterieschreiber                            | ital. lotteria „Haus der Lose“ < lotto < germ. hlutan „Los“ und lat. scrībere „schreiben“ |
| lūdimagister, -trī                                 | Schulmeister, Schullehrer                    | lat. lūdus „Spiel, Schule“ und magister |
| lūdimoderātor                                      | Schullehrer                                  | lat. lūdus „Spiel, Schule“ und moderātor < moderārī „leiten, lenken, mäßigen“ < eine s-Stamm-Variante von modus „Maß“                                                                                            |
| lupulārius                                         | Hopfenbauer                                  | lat. lupulus „Hopfen“ < lupus „Wolf“ |
| lychnopoeus                                        | Kerzenzieher                                 | agr. λύχνος „Leuchte“ und -poeus |
| lyricen                                            | Leierspieler                                 | agr. λύρα „Leier“ und -cen |

## M
| Latein                                             | Deutsch                                                                                              | Etymologie (Wortherkunft) |
| -------------------------------------------------- | --- | --- |
| macellārius                                        | Metzger                                                                                              | lat. macellum „Markt“ |
| machaeropoeus                                      | Schwertfeger                                                                                         | agr. μάχαιρα „Kurzschwert“ und -poeus |
| mactātor                                           | Fleischer                                                                                            | lat. mactāre „schlachten“ |
| magīrus                                            | Koch                                                                                                 | agr. μάγειρος „Koch“ |
| magister, -trī                                     | Meister (eines Handwerks), Magister (akademischer Grad), Vorsteher, Aufseher, Vorgesetzter, Anführer | lat. magis „mehr“ und -ter(us). Ursprünglich wohl ein Adjektiv mit der Bedeutung „der Größere von zweien“. Das Suffix ist identisch mit agr. -τερος „Komparativsuffix“, war aber in der Ursprache lediglich kontrastiv, vgl. etwa dexter „recht“ und sinister „link“. |
| magister armōrum                                   | Zeugmeister, Waffenmeister                                                                           | lat. arma, -ōrum nt „Waffen, Rüstzeug“ |
| magister cīvium                                    | Bürgermeister                                                                                        | lat. cīvis „Bürger, Bürgerin“ |
| magister culīnae                                   | Küchenmeister                                                                                        | lat. culīna „Küche“ |
| magister cursūs pūblicī / rei cursōriae            | Postmeister                                                                                          | lat. currere „laufen“ und pūblicus „staatlich, öffentlich“ / rēs, rei f „Sache“ und cursōrius „zum Läufer gehörig“ |
| magister domūs                                     | Hausmeister                                                                                          | lat. domus, -ūs f „(Herren-)Haus“ |
| magister equitum                                   | Rittmeister                                                                                          | magister und eques |
| magister frūgum                                    | Kastner                                                                                              | lat. frūx, frūgis f „Feldfrucht“ |
| magister stabulī                                   | Stallmeister                                                                                         | lat. stabulum „Stall“ < stāre „stehen“ |
| magister verēdōrum                                 | Postmeister                                                                                          | lat. verēdus „schnelles Ross, Jagdross“ < gallisch *werēdos < kelt. *uɸorēdos „Ross“ < *uɸo- „unter“ und *rēdos „Wagen“ |
| magus                                              | Zauberer                                                                                             | persisch, mit griechischer Vermittlung. |
| major bellicus                                     | Major                                                                                                | Steigerungsstufe von lat. magnus „groß“ und bellicus „Kriegs-“ < bellum „Krieg, Orlog“ |
| malleātor / malleārius                             | Hammerschmied                                                                                        | lat. malleus „Hammer“ |
| mancipium                                          | Sklave                                                                                               | lat. manus, ūs f „Hand“ und capere „ergreifen“ |
| mandrīta                                           | Hirte, Mönch                                                                                         | agr. μανδρῑ́της < μάνδρα „umhegter Bereich, Gart; Kloster“ |
| mangō                                              | Händler, der seine Waren aufhübscht                                                                  | agr. μάγγανον „Liebestrank“ |
| mansuārius                                         | Hufener, Kleinbauer, Huber                                                                           | spätlat. mansus, -ūs m „Hube, großes Maß Landes“ < lat. manēre „bleiben“ |
| marīnārius                                         | Schiffer, Matrose                                                                                    | lat. marīnus „Meeres-“ < mare, maris nt „Meer“ |
| marsuppiārius (marsūpiārius)                       | Beutler                                                                                              | agr. μαρσύππιον „Beutel, Tasche“ |
| māsārius (massārius, mansārius)                    | Meier                                                                                                | spätlat. māsa < mansa, Nebenform zu mansus, -ūs m „Hube, großes Flächenmaß Landes“ < lat. manēre „bleiben“ |
| māteriālista                                       | Händler                                                                                              | spätlat. māteriāle -ālis nt < lat. māteriēs, -iēī f „Stoff“ < māter „Mutter“ und -ista |
| mēchanicus                                         | Handwerker                                                                                           | agr. μηχανικός < μηχανή „Gerät“ |
| medicus                                            | Arzt                                                                                                 | lat. medērī „abhelfen, heilen“ |
| medicāmentārius                                    | Apotheker                                                                                            | lat. medicāmentum „Heilmittel“ < medicāre „heilen“ < medicus „heilend“ < medērī „abhelfen, heilen“ |
| mellicīda                                          | Imker, Zeidler                                                                                       | lat. mel, mellis nt „Honig“ und -cīda. |
| membrānārius                                       | Pergamentmacher                                                                                      | lat. membrāna „dünne Haut“ < membrum „Glied“ |
| mendīcus                                           | Bettler                                                                                              | lat. menda „Gebrechen“ |
| mensārius                                          | Wechsler, Bankier                                                                                    | lat. mensa „Tisch“ |
| mensātor                                           | Tischler, Tafelmacher                                                                                | lat. mensa „Tisch“ |
| mensor                                             | Feldmesser                                                                                           | lat. mētīrī, mensum „messen“ |
| mensūrārius                                        | Messer                                                                                               | lat. mensūra „Messung“ < mētīrī, mensum „messen“ |
| mensūrātor frūmentōrum                             | Kornmesser                                                                                           | lat. frūmentum „Getreide“ < fruī „genießen, nießbrauchen“ |
| mercātor                                           | Kaufmann, Händler                                                                                    | lat. mercārī „erhandeln“ < merx, mercis f „Ware“ |
| mercēnnārius (mercēnārius)                         | Taglöhner                                                                                            | lat. mercēs, -ēdis f „Lohn“ |
| meretrīx, -trīcis                                  | Hure, Dirne                                                                                          | lat. merēre „verdienen“ |
| mētātor                                            | Messer, Quartiermeister, Fourier                                                                     | lat. mētārī „ausmessen“ < mēta „Grenze“ |
| mētātor frūmentōrum                                | Kornmesser                                                                                           | lat. frūmentum „Getreide“ < fruī „genießen, nießbrauchen“ |
| mētātor lignōrum                                   | Holzmesser                                                                                           | lat. lignum „Holz, Scheit“ |
| mīles                                              | Soldat, Ritter                                                                                       | lat. mīlle nt „ein Tausend“ und -es, eigentlich „der unter tausenden geht“ |
| mīles dīmissus / exauctōrātus                      | entlassener Soldat                                                                                   | lat. dīmittere „entlassen“ / exauctōrāre „entlassen“ |
| mīles gregārius                                    | gemeiner Soldat                                                                                      | lat. grex, gregis m „Herde, Schar“ |
| mīles sclopētārius                                 | Musketier                                                                                            | neulat. sclopētum „Feuerwaffe“, eigentlich ein „Knallicht“ < lat. scloppus (stloppus) „Knall“ |
| mīles veterānus                                    | Veteran                                                                                              | lat. veterānus „altgedient“ < vetus, veteris „alt“ |
| minister, -trī                                     | Diener                                                                                               | zu lat. minus „weniger“. Vergleiche das Gegenteil magister |
| minister jūstitiae                                 | Gerichtsdiener, Büttel                                                                               | lat. jūstitia „Gerechtigkeit“ < jūstus „gerecht, rechtmäßig“ < jūs, jūris nt „Recht“ |
| minister rei pūblicae                              | Stadtknecht                                                                                          | lat. rēs pūblica „Staat“ |
| ministrāns, -antis                                 | Kirchendiener, Ministrant                                                                            | lat. ministrāre „dienen, besorgen“ < minister |
| ministrātor                                        | Amtsverwalter                                                                                        | lat. ministrāre „besorgen“ < minister |
| minūtae mercis propōla                             | Kleinwarenhändler, Kurzwarenhändler, Krämer                                                          | lat. minūtus „klein“, merx „Ware“ und propōla |
| minūtor                                            | Schröpfer, Aderlasser, Bader                                                                         | lat. minuere „vermindern“ < minus „weniger“ |
| missārius                                          | Beauftragter, Missionär                                                                              | lat. mittere „senden“ |
| molitor / molendārius / molendīnārius / molīnārius | Müller                                                                                               | lat. molendīnum „Mühle“ < molenda „was zu mahlen ist“ < molere „mahlen“ / molīna „Mühle“ |
| molitor nāvālis                                    | Schiffmüller                                                                                         | lat. nāvis „Schiff“ und molitor |
| monētārius                                         | Münzer, Münzmeister                                                                                  | lat. monētā „Münze (Gebäude)“, eigentlich Beiname der Jūnōnis Monētae „mahnenden“ < monēre „mahnen“ |
| mulsārius                                          | Metsieder                                                                                            | lat. mulsum „Honigwein, Met“ < mel, mellis nt „Honig“ |
| mūrārius / mūrātor                                 | Maurer                                                                                               | lat. mūrus „Mauer“ |
| mūsicus                                            | Musiker, Musikant                                                                                    | lat. mūsica „Musik“ < agr. μουσική (τέχνη) „Musenkunst“ < agr. μοῦσα „Muse“ |

## N
| Latein                        | Deutsch                               | Etymologie (Wortherkunft) |
| ----------------------------- | ------------------------------------- | --- |
| nauclērus                     | Schiffsherr, Schiffer                 | agr. ναύκληρος < ναῦς f „Schiff“ und κλῆρος „Los, Anteil“                                                                        |
| naupēgus                      | Schiffbauer                           | agr. ναυπηγός < ναῦς f „Schiff“ und πηγνύναι „bauen“                                                                             |
| nauta (nāvita)                | Schiffer, Flößer, Ferge, Förge        | agr. ναύτης „Seemann“ < ναῦς f „Schiff“                                                                                          |
| nāvector                      | Fährmann                              | lat. nāvis f „Schiff“ und vehere „transportieren“                                                                                |
| nāviculātor                   | Schiffmann                            | lat. nāvicula „Kahn“ < nāvis f „Schiff“                                                                                          |
| negōtiātor                    | Händler                               | lat. negōtium „Geschäft, Aufgabe“ < ne- „nicht“ und ōtium „Muße, Freizeit“                                                       |
| negōtiātor extrāneus          | Hausierer                             | lat. extrāneus „auswärtig“ < extrā „außerhalb“ < exter(us) „auswendig“                                                           |
| negōtiātor vīnārius           | Weinhändler                           | lat. vīnum „Wein“ |
| nētor \| nētrīx, -īcis        | Spinner \| Spinnerin                  | lat. nēre „spinnen“ |
| necromanticus (nigromanticus) | Schwarzkünstler, Zauberer             | agr. νεκρός „Toter“ und μαντεία „Weissagung“. In der Variante nigromanticus glich man an lat. niger, nigra, nigrum „schwarz“ an. |
| nōdulārius                    | Knopfmacher, Knöpfler                 | lat. nōdulus „kleiner Knote“ < nōdus „Knote“                                                                                     |
| nosocomus                     | Krankenwärter, Pfleger                | agr. νοσοκόμος < νόσος f „Krankheit“ und κομεῖν „pflegen“                                                                        |
| notārius                      | Notar, Schreiber                      | lat. nota „Marke, Zeichen“ |
| nūgivēndulus                  | Hausierer                             | lat. nūgae „unnützes Zeug“ und vēndere „verkaufen“                                                                               |
| numerārius                    | Rechnungsführer                       | lat. numerus „Zahl“ |
| nummulārius                   | Münzer, Münzschneider; Geldwechsler   | lat. nummulus „Münzlein“ < nummus „Münze“                                                                                        |
| nūndinārius / nūndinātor      | Krämer                                | lat. nūndinae „Wochenmarkt“ < novem „neun“ und diēs, diēī m „Tag“                                                                |
| nūntius (nūncius)             | Bote; Nuntius (päpstlicher Gesandter) | ungewiss. Wahrscheinlich ist die Verwandtschaft zu novus „neu“.                                                                  |
| nūntius cursōrius             | Postreiter                            | lat. cursor „Läufer“ < currere „laufen“                                                                                          |
| nūtrīx, -trīcis               | Amme                                  | haplologisch aus lat. *nūtrītrīx < nūtrīre „füttern, ernähren“                                                                   |

## O
| Latein                                                 | Deutsch                                                                                   | Etymologie (Wortherkunft) |
| ------------------------------------------------------ | ----------------------------------------------------------------------------------------- | --- |
| obsequa                                                | Magd, Dienerin                                                                            | lat. obsequī „willfahren, gehorchen“                                                                                             |
| obstetrīx, -īcis                                       | Hebamme                                                                                   | lat. obstāre „entgegenstehen“.                                                                                                   |
| oculārius faber, -brī                                  | Brillenmacher                                                                             | lat. oculus „Auge“ und faber |
| oculārius medicus                                      | Augenarzt                                                                                 | lat. oculus „Auge“ und medicus                                                                                                   |
| oeconoma                                               | Haushälterin, Beschließerin                                                               | agr. οἶκος „Haus, Haushalt“ und νέμειν „verteilen“                                                                               |
| oeconomicus                                            | Schaffer, Verwalter, Gutsbaumeister, Oberknecht; Ökonom (Landwirt)                        | agr. οἰκονομία „Haushaltung“ |
| oeconomus                                              | Schaffer, Verwalter, Gutsbaumeister, Oberknecht; Ökonom (Landwirt)                        | agr. οἶκος „Haus, Haushalt“ und νέμειν „verteilen“                                                                               |
| oenopōla                                               | Weinschenk; Weinhändler                                                                   | agr. οἶνος „Wein“ und -pōla |
| officiālis / officiātus                                | Beamter, Offizial                                                                         | lat. officium „Dienst“ |
| oleārius / oleātor                                     | Ölmüller, Ölschläger, Öler; Ölhändler                                                     | lat. oleum „Öl“ < agr. ἔλαιον |
| olerum (holerum) propōla / olitor (holitor)            | Gemüsehändler                                                                             | lat. holus, holeris nt „ein Gemüse“ und propōla                                                                                  |
| onerātor bombardārum                                   | Kanonier                                                                                  | lat. onerāre „beladen“ < onus, oneris nt „Last, Ladung“ und frz. bombarde „Kanone“< lat. bombus < agr. βόμβος „dumpfes Geräusch“ |
| operārius                                              | Taglöhner, Handwerker, Handarbeiter                                                       | lat. opera „Arbeit“ < opus, operis nt „Werk“                                                                                     |
| operātor                                               | Arbeiter                                                                                  | lat. operārī „arbeiten“ < opus, operis nt „Werk“                                                                                 |
| opifex                                                 | Arbeiter, Handwerker, Fabrikant, Geselle                                                  | lat. ops, opis „Mittel, Zuarbeit, Hilfe“ und -fex                                                                                |
| ōpiliō, -ōnis (ūpiliō) / ovīliārius / ovīlius (ovīliō) | Schafhirt                                                                                 | lat. ovis f "Schaf, Aue", und die Wurzel von pellere "stoßen" (hier i. S. v. "treiben)                                           |
| optiō, -ōnis                                           | Feldwebel                                                                                 | lat. optāre „wünschen, wählen“. Eigentlich ein ausgewählter Gehilfe.                                                             |
| ōrātor                                                 | Redner, Gesandter, Prediger; auch Wallfahrer                                              | lat. ōrāre „reden, bitten“ < ōs, ōris nt „Mund“                                                                                  |
| orbiculārius                                           | Ringler, Drechsler                                                                        | lat. orbiculus „kleiner Kreis“ < orbis m „Kreis“                                                                                 |
| organārius                                             | Orgelmacher, Orgelbauer                                                                   | agr. ὄργανον „(Musik-)Instrument“                                                                                                |
| organicus                                              | Organist, Orgelspieler                                                                    | agr. ὄργανον „(Musik-)Instrument“                                                                                                |
| organista                                              | Organist, Orgelspieler                                                                    | agr. ὄργανον „(Musik-)Instrument“ und -ista                                                                                      |
| organoeda                                              | Organist, Orgelspieler                                                                    | agr. ὄργανον „(Musik-)Instrument“ und ἀείδειν „singen“                                                                           |
| orphanotrophus                                         | Waisenpfleger                                                                             | agr. ὀρφανός „Waise“ τρέφειν „aufziehen“                                                                                         |
| ōstiārius                                              | Beschließer, Torwächter, Türhüter, Küster; Ostiarier (einer der vier niederen Weihegrade) | lat. ōstium „Mündung, Tür“ < ōs, ōris nt „Mund“                                                                                  |

## P
| Latein                                                         | Deutsch                                                        | Etymologie (Wortherkunft) |
| -------------------------------------------------------------- | -------------------------------------------------------------- | --- |
| pabōnārius                                                     | Schubkarrenmacher                                              | spätlat. pabō, -ōnis m „Schubkarre“ |
| pābulātor                                                      | Futterknecht                                                   | lat. pābulārī „Futter holen, furagieren“ < pābulum „Futter“ < pāscere „weiden“ |
| pāgensis                                                       | Dorfeinwohner                                                  | lat. pāgus „Dorf, Gau“ |
| palātīnus                                                      | Hofbeamter, pfalzgräflicher ...                                | lat. palātium „Hügel, darauf Rom gegründet worden, Palast“ |
| pānifex / pānificus                                            | (Brot-)Bäcker                                                  | lat. pānis m „Laib Brotes“ und -fex. Siehe pistor. |
| pannārius / pannifex                                           | Tucher; Tuchhändler                                            | lat. pannus „Tuch“ / -fex |
| pannī xylinī opifex                                            | Kattunfabrikant                                                | lat. pannus „Tuch“, agr. ξύλινος „hölzern“ < ξύλον „Holz“ und opifex „Arbeiter“. pannus xylinus ist eine neulateinische Übersetzung für Kattun oder Barchent.                                                     |
| pannicīda                                                      | Tuch- oder Gewandschneider, Tuchscherer                        | lat. pannus „Tuch“ und -cīda |
| pannilegus                                                     | Lumpensammler                                                  | lat. pannus „Tuch, Lumpen“ und -legus |
| pannitonsor                                                    | Tuchscherer                                                    | lat. pannus „Tuch“ und tondēre „scheren“ |
| pantopōla                                                      | Großhändler                                                    | agr. πᾶς, παντός „all“ und -pōla |
| pāpa                                                           | Papst; Bischof                                                 | agr. πάππᾰς „Papa“, ein Lallwort der Kindersprache |
| papȳrārius / papȳrifex, -ficis                                 | Papiermacher, Papierer                                         | agr. πάπῡρος, letztlich ägyptisch. / -fex |
| papȳropōla                                                     | Papierhändler                                                  | agr. πάπῡρος und -pōla |
| parabolānus                                                    | Krankenpfleger                                                 | agr. παράβολος „Waghals“. Die parabolānī setzen bei der Versorgung der Kranken ihre eigene Gesundheit aufs Spiel.                                                                                                 |
| paranymphus                                                    | Brautführer, Hochzeitslader                                    | agr. παράνυμφος < παρά „bei“ und νύμφη „Braut“ |
| parochus                                                       | Pfarrer                                                        | agr. πάροχος < παρέχειν „darbieten“ |
| partiārius                                                     | Austrägler, Auszügler, Halbbauer                               | lat. pars, partis f „Anteil“ |
| pāstillārius                                                   | Kuchelbäcker, Lebzelter                                        | lat. pāstillum zu pāscere „weiden“ |
| pāstor, pāstrīx, -trīcis                                       | Hirt, Hirtin; Pfarrer, Pastor                                  | lat. pāscere „weiden“ |
| pāstor prīmārius                                               | Oberpfarrer                                                    | lat. pāscere „weiden“ und prīmus „erster“ |
| pāstor substitūtus                                             | Unterpfarrer, Pfarradjunkt, Verweser                           | lat. pāscere „weiden“ und substituere „anstellesetzen“ |
| patrōnus                                                       | Schutzherr, Kirchenpatron; auch Eheherr, Ehewirt               | lat. pater, -tris „Vater“ |
| pavīmentārius                                                  | Fliesenleger                                                   | lat. pavīmentum „Bodenbelag, Estrich“ < pavīre „festschlagen“ |
| pectinārius / pectinifex                                       | Kammmacher                                                     | lat. pecten, inis m „Kamm“ < pectere „kämmen“ / -fex |
| pectinātor                                                     | Wollkämmer                                                     | lat. pectināre „kämmen“ < pecten, inis m „Kamm“ < pectere „kämmen“ |
| pecuārius                                                      | Viehhändler, Viehzüchter, Schwaiger                            | lat. pecū, ūs nt „Vieh“ |
| pedes                                                          | Fußgänger, Fußsoldat                                           | lat. pēs, pedis m „Fuß“ und -es |
| pedisequus                                                     | Lakai, Diener                                                  | lat. pēs, pedis m „Fuß“ und sequī „folgen“, also „der auf dem Fuße folgt“ |
| pellifex / pellificātor / pelliō, -ōnis                        | Kürschner                                                      | lat. pellis „Fell“ und -fex |
| pēlvifex / pēlvārius                                           | Beckenmacher, Kesselschmied                                    | lat. pēlvis f „Becken“ und -fex |
| penesticus                                                     | Trödler                                                        | lat. penus, -oris nt „Vorrat“ |
| pensātor                                                       | Eichbeamter                                                    | lat. pensāre „abwiegen“ < pendere „abwiegen“ |
| pērātor                                                        | Taschenmacher                                                  | agr. πήρα „Tasche“ |
| perceptor                                                      | (Geld-/Steuer-) Einnehmer                                      | lat. percipere „einnehmen“ |
| perfectissimus                                                 | Beamter vierten Ranges                                         | lat. perfectus „vollkommen“ < perficere „vollenden“ |
| pergamēnārius                                                  | Pergamentmacher                                                | agr. περγαμηνός „aus Pergamon“ < Πέργαμον „Pergamon“ |
| perspicillifex                                                 | Brillenmacher                                                  | mlat. perspicillum „Brille“ < perspicere „durchblicken“ und -fex |
| pharmacopoeus                                                  | Apotheker, Arzneibereiter                                      | agr. φάρμακον „Arnzei“ und -poeus |
| pharmacopōla                                                   | Apotheker, Salbenhändler                                       | agr. φάρμακον „Arnzei“ und -pōla |
| phāsiānārius                                                   | Fasanenwärter, Fasanengärtner                                  | agr. φᾱσιᾱνός (sc. ὄρνις) „Vogel vom Flusse Phāsis“ < Φᾶσις |
| physicus                                                       | Arzt, Bader                                                    | agr. φυσικός „zur Natur gehörig“ < φύσις f „Natur“ < φύειν „wachsen“ |
| phlebotomārius (flebotomārius)                                 | Aderlasser                                                     | agr. φλέψ, φλεβός „Ader“ und τέμνειν „schneiden“ |
| -phorus                                                        | -träger                                                        | agr. -φόρος „tragend“ < φέρειν „tragen“ |
| phrygiō, -ōnis (frygiō, frigiō)                                | Seidensticker                                                  | agr. Φρύξ „Phrygier“. Die Phrygier waren für ihre Stickereien bekannt. |
| picifex                                                        | Pechbrenner                                                    | lat. pix f „Pech“ und -fex |
| pictor                                                         | Maler                                                          | lat. pingere „malen“ |
| pigmentārius                                                   | Farbenhändler; Salbenhändler, Spezereienhändler, Gewürzhändler | lat. pigmentum „Farbstoff“ < pingere „malen“ |
| pigmentopōla                                                   | Farbenhändler                                                  | lat. pigmentum „Farbstoff“ < pingere „malen“ und -pōla |
| pignorātor                                                     | Pfandleiher                                                    | lat. pignus, -oris nt „Pfand“ |
| pilleārius (pīleārius) / pilleātor (pīleātor) / pilleō (pīleō) | Hutmacher                                                      | lat. pilleus „Filzkappe“ |
| pincerna                                                       | Schenk, Wirt, Kellereiverwalter                                | unbekannt. |
| piperārius                                                     | Pfefferhändler                                                 | lat. piper, -eris nt < agr. πέπερι „Pfeffer“ |
| piscārius                                                      | Fischhändler                                                   | lat. piscis „Fisch“ |
| piscātor, piscātrīx, -īcis                                     | Fischer                                                        | lat. piscārī „fischen“ < piscis „Fisch“ |
| pistor, pistrīx, -īcis                                         | Bäcker                                                         | lat. pinsere „zerstoßen“. |
| pistor dulciārius                                              | Kuchenbäcker                                                   | pistor und dulcia „Süßwaren“ |
| pistōrius                                                      | Bäcker                                                         | lat. pistōrius „Bäcker-“ wurde später nominal gebraucht. |
| pistrīnārius                                                   | Müller                                                         | lat. pistrīnum „Mühle“ < pinsere „zerstoßen“ |
| pittaciārius                                                   | Flicker                                                        | lat. pittacium < agr. πιττάκιον „Flicke“ |
| pietantiārius                                                  | Präsenzgeldverwalter (eines Stiftes oder Klosters)             | mlat. pietantia „Lebensmittelausgabe“ < spätlat. pietārī „sich erbarmen“ < pietās „Frömmigkeit, Mitleid“ < pius „pflichtbewusst, fromm“                                                                           |
| placentārius                                                   | Kuchenbäcker                                                   | lat. placenta „Kuchen“ < agr. πλακόεις „flacher Kuchen“ < πλάξ „flach“ |
| plastēs, -is                                                   | Bildhauer, -schnitzer                                          | agr. πλάστης „Bildner“ < πλάσσειν „bilden“ |
| plastēs cērārius                                               | Wachsbossierer                                                 | lat. cēra „Wachs“ |
| plateārius                                                     | Wegmacher                                                      | lat. platea (platēa) „Straße“ < agr. πλατεῖα (ὁδός) „breiter Weg“ < πλατύς „flach, breit“ |
| plaustrārius (plōstrārius)                                     | Wagner                                                         | lat. plaustrum „Wagen“ |
| plēbānus                                                       | Pfarrer, Leutpriester                                          | lat. plēbs f „gemeines Volk, Leute“ |
| plumbārius                                                     | Bleigießer, Zinngießer                                         | lat. plumbum „Blei“ |
| paenitentiārius (poenitentiārius, poenitenciārius)             | Beichtvater                                                    | lat. paenitentia „Reue“ < paenitēre „gereuen“ |
| poēta                                                          | Dichter                                                        | agr. ποιητής „Macher; Dichter“ < ποιεῖν „machen“ |
| -poeus                                                         | -macher                                                        | agr. -ποιός < ποιεῖν „machen“ |
| -pōla                                                          | Verkäufer                                                      | agr. πώλης, πώλου < πωλεῖν „verkaufen“ |
| polentārius                                                    | Mälzer                                                         | lat. polenta „Gerstengraupen“ |
| poliō, -ōnis                                                   | Plattner                                                       | lat. polīre „glätten, polieren“ |
| pollinctor                                                     | Leichenbestatter                                               | lat. pollingere „(einen Toten) waschen und einbalsamieren“ |
| pōmārius                                                       | Obstverkäufer, Obstler, Fragner                                | lat. pōmum „ein Obst“ |
| pontifex                                                       | Oberpriester; Bischof, Erzbischof                              | lat. pons, pontis m „Brücke“ und -fex. In welchem Zusammenhang die religiöse Sphäre mit Brücken zusammenhängt, ist umstritten.                                                                                    |
| popīnārius / popīnātor                                         | Garkoch                                                        | lat. popīna „Garküche“. Dialektwort neben coquīna „Küche“ < coquere „kochen“ |
| porcārius                                                      | Schweinehirt                                                   | lat. porcus „Farch, junges Schwein“ |
| portātor                                                       | Träger, Lastträger                                             | lat. portāre „tragen“ |
| portitor                                                       | Mautner                                                        | lat. portus, -ūs m „Hafen“ |
| posessor [bonorum; regni; agrorum]                             | Besitzer [Grundbesitzer]                                       | lat. possidēre „besitzen“ |
| postārius                                                      | Posthalter                                                     | ital posta < lat. posita < pōnere „stellen“ |
| praebendārius                                                  | Pfründner                                                      | mlat. praebenda „Pfründe“ < praebēre „gewähren“ |
| praeceptor                                                     | Schulgehilfe, Lehrmeister                                      | lat. praecipere „vorschreiben“ |
| praecō, -ōnis                                                  | Herold, Fronbote, Büttel                                       | unsicher. |
| praefectus                                                     | Vorgesetzter, Präfekt, Amtmann, Vogt                           | lat. praeficere „vorsetzen (einer Schar)“ |
| praefectus annōnae                                             | Kastner                                                        | lat. annōna „Jahresertrag an Getreide“ < annus „Jahr“ |
| praefectus aulae                                               | Hofmeister                                                     | agr. αὐλή „Hof“ |
| praefectus cīvitātis                                           | Stadtamtmann                                                   | lat. cīvitās „Stadt, Gemeinde“ < cīvis „Bürger“ |
| praefectus culīnae                                             | Küchenmeister, Oberkoch                                        | lat. culīna „Küche“ |
| praefectus custōdum                                            | Profoß                                                         | lat. custōs, -ōdis „Wächter“ |
| praefectus dominalis                                           | (herrschaftl.) Haus-, Gutsverwalter                            | lat. dominium nt „Besitz“ und „Herrschaft“ |
| praefectus excubiārum                                          | Wachtmeister                                                   | lat. excubiae „Wacht“ < excubāre „im Freien liegen, Wacht halten“ |
| praefectus forestī                                             | Wildbann- und Forstmeister                                     | mlat. forestus (foresta) „Forst“, vielleicht zu lat. forīs „außer der Haustüre, draußen“ |
| praefectus frūmentōrum                                         | Kastner                                                        | lat. frūmentum „Getreide“ < fruī „genießen, nießbrauchen“ |
| praefectus lignī                                               | Waldaufseher, Holzmeister                                      | lat. lignum „Holz“ |
| praefectus salis                                               | Salzbeamter, Salzmeister                                       | lat. sāl, salis m „Salz“ |
| praefectus silvārum                                            | Forstmeister, Holzmeister                                      | lat. silva „Wald“ |
| praefectus sphaeristēriī                                       | Ballhausmeister                                                | lat. σφαῖρα „Ball, Kugel“ |
| praefectus urbis                                               | Bürgermeister                                                  | lat. urbs f „Stadt“ |
| praefectus vectīgālium                                         | Mautner                                                        | lat. vectīgál, -ālis „Zoll, Maut“ < vehere „befördern, (etwas) fahren“ |
| praefectus vigiliarum / vigilum                                | Wachtmeister                                                   | lat. vigilia „Wache“ < vigil „wach“ |
| praefectus xenodochīī                                          | Spitalpfleger                                                  | agr. ξενοδοχεῖον „Gasthaus“ < ξένος „Fremder, Gast“ und δέχεσθαι „aufnehmen“ |
| praelātus                                                      | Prälat, Vorsteher einer Landkirchengemeinde                    | lat. praeferre „(einem einen) vorziehen“ |
| praepositus                                                    | Propst, Vorgesetzter                                           | lat. praepōnere „(einer Schar) vorsetzen“ |
| praepositus commūnitātis                                       | Gemeindevorgesetzter, Dorfmeier                                | lat. commūnitās „Gemeinschaft, Gemeinde“ < commūnis „gemein“ |
| praepositus feudōrum (feodōrum, fevōrum, feōrum)               | Lehenpropst                                                    | mlat. feudum „Lehen“ < altfranzösisch feu „Lehen“ < altfränkisch *fehu < germ. *fehu, fehauz nt „Vieh“ unter Angleichung an mlat. allōdium „Habe und Gut“ < altfränkisch allaud < germ. *allaudaz „All-Reichtum“. |
| praeses, -sidis                                                | Vorsteher, Vorgesetzter, Beschirmer                            | lat. praesidēre „vorsitzen, beschirmen“ |
| praesidiārius                                                  | Garnisonssoldat                                                | lat. praesidium „Garnison“ < praeses |
| praestes, -stitis                                              | Vorsteher                                                      | lat. praestāre „voranstehen“ |
| praesul, -sulis                                                | Vortänzer, Vorsteher, Meister, hoher Geistlicher               | lat. prae- „vor“ und salīre „springen“. In Rom war der praesul der Vortänzer des Priesterkollegiums der Salier. Die Bedeutung wurde später auf den Vorsteher überhaupt ausgeweitet.                               |
| praesul silvae                                                 | Forstmeister                                                   | lat. silva „Wald“ |
| praetor                                                        | Schultheiß, Bürgermeister                                      | lat. praeīre „vorangehen“ |
| praetor cīvicus                                                | Stadtrichter                                                   | lat. praetor „höchster Justizbeamter des Römischen Reiches mit Heerbefehl“ und cīvis „Bürger“ |
| praetōriānus                                                   | Hartschier                                                     | lat. praetōrium (erg. tentōrium) „Feldherrnzelt, kaiserliche Leibwache“ < praetor „Feldherr, oberster Justizbeamter“ < praeīre „vorangehen“                                                                       |
| pressor                                                        | Drucker                                                        | lat. premere „drücken“. Die deutschen Wörter drücken und drucken waren ehemals nur lautliche Varianten eines und desselben Lexems.                                                                                |
| prīmārius                                                      | Ober-                                                          | lat. prīmus „erst“ |
| prīmīpīlāris                                                   | Proviantmeister, Zahlmeister                                   | lat. prīmus pīlus „erster Pīlus“. Pīlī hießen die Manipulī der Triāriōrum, der kampferfahrensten Soldaten. |
| prīmissārius                                                   | Frühmesser, Priester an einer Frühmeßstiftung                  | haplologisch für *prīmimissārius < lat. prīmus „erst“ und mlat. missa „Messe“ eigentlich „Sendung“, Variante von lat. missiō „Sendung“ < mittere „senden“                                                         |
| prīncipāl(is)                                                  | Rektor                                                         | lat. principalis „der erste, Haupt-“ |
| prōcenturiō                                                    | Leutnant                                                       | lat. prō centuriōne „anstelle des Zenturionen“ < centuriō „Vorgesetzter einer Hundertschaft“ < centuria „Hunterschaft“.                                                                                           |
| prōcenturiō urbis                                              | Stadtleutnant                                                  | lat. urbs f „Stadt“ |
| prōconsul                                                      | Altbürgermeister, zweiter Bürgermeister; auch Pflegskommissar  | lat. prō consule „anstelle des Konsuln“, siehe consul. |
| prōclāmātor                                                    | Proklamator                                                    | lat. prōclāmāre „laut rufen“ |
| prōcūrātor                                                     | Fürsprech, Anwalt, Hochzeitslader                              | lat. prōcūrāre „besorgen“ |
| proiūdex                                                       | Oberrichter                                                    | lat. ius und dico „Recht sprechen“, siehe iudex. |
| prōmocondus                                                    | Kellermeister, Schaffner                                       | späte Zusammensetzung von lat. prōmus „Küchenmeister, 'Hervorholer'“ und condus „Kellermeister, 'Berger'“ |
| prōmus                                                         | Küchenmeister                                                  | lat. prōmere „hervorholen“ |
| proprietarius                                                  | Eigentumsherr, Besitzer                                        | lat. proprium nt, „Eigentum“ und proprietās f „Besitz(recht)“ |
| propōla                                                        | Einzelhändler                                                  | agr. προπώλης < πωλεῖν „verkaufen“ |
| prōrēta                                                        | Schiffsführer                                                  | agr. πρωρητής „Steuermann, der am Buge steht“ < πρῷρα „Bug“ |
| prōto-                                                         | Ober-                                                          | agr. πρῶτος „erst“ |
| prōtocollista                                                  | Schreiber                                                      | mittelgriechisch πρωτόκολλον „erste Seite einer Papyrusrolle“ < agr. πρῶτος „erst“ und κόλλα „Leim“ |
| prōvicārius generalis                                          | Generalprovikar, Stellvertreter des Generalvikars              | lat. pro- „für“ und vicarius „Vikar“ |
| prōvīsor                                                       | Verweser, Stellvertreter; Vormund                              | lat. prōvidēre „im Voraus beschaffen, Vorkehrungen treffen“ |
| proxenēta                                                      | Zwischenhändler                                                | agr. προξενητής „Vermittler“ |
| psalta (psaltēs)                                               | Saitenspieler                                                  | agr. ψάλλειν „Saite zupfen“ |
| pūblicānus                                                     | Beamter, Zöllner                                               | lat. pūblicus „öffentlich, staatlich“ |
| puer exercitūs                                                 | Trossbube                                                      | lat. puer, puerī m „Knabe“ und exercitus, -ūs m „geübte Mannschaft, Heer“ < exercēre „üben, ausbilden“ |
| pugillārius                                                    | Schreibtafelmacher                                             | lat. pugillārēs m „Schreibtafel“ < pugnus „Faust“ |
| pulveris confector                                             | Pulvermacher                                                   | lat. pulvis, pulveris m „Staub“ und confector |
| pyrobolārius                                                   | Feuerwerker                                                    | agr. πυροβόλος „Flammenwerfer“ < πῦρ, πυρός nt „Feuer“ und βάλλειν „werfen“ |
| pyrotechnicus                                                  | Feuerwerker                                                    | agr. πῦρ, πυρός nt „Feuer“ und τέχνη „Kunst“ |

## Q
| Latein        | Deutsch                           | Etymologie (Wortherkunft) |
| ------------- | --------------------------------- | --- |
| quaestor      | Schatzmeister, Kastner, Gläubiger | lat. quaestor „Schatzmeister“ < quaerere „(sich) suchen, erwerben“                                                                            |
| quirīs, -ītis | Römer, Quirit                     | Ursprünglich die Bewohner der Sabinerstadt Curēs, die unter Rōmulō und Titō Tatiō mit den Römern zu einem Volke vereinigt worden sein sollen. |

## R
| Latein                          | Deutsch                                   | Etymologie (Wortherkunft) |
| ------------------------------- | ----------------------------------------- | --- |
| rāsor                           | Bartscherer                               | lat. rādere „kratzen, schaben“                                                                                                 |
| rāsor pannī                     | Tuchscherer                               | lat. rādere „kratzen, schaben“ und pannus „Tuch“                                                                               |
| ratiārius                       | Flößer                                    | lat. ratis f „Floß“ |
| receptor                        | Einnehmer                                 | lat. recipere „annehmen“ |
| rēctor                          | Rektor, Leiter                            | lat. regere „lenken, leiten“                                                                                                   |
| rēctor ecclēsiae                | Kirchenrektor, Pfarrer                    | lat. regere „lenken, leiten“ und agr. ἐκκλησία „Versammlung, Kirche“ < ἐκκαλεῖν „herbeirufen“                                  |
| reddituārius (redituārius)      | Pachtbauer, Pächter                       | lat. reditus, -ūs „Einkommen“ < redīre „eingehen (als Einkünfte)“ unter Angleichung an reddere „zurückgeben“, siehe arendātor. |
| redēmptor                       | Händler                                   | lat. redimere „erkaufen“ |
| refector aerārius               | Pfannenflicker                            | lat. reficere „flicken, ausbessern“ und aes, aeris nt „Erz, Kupfer, Bronze, Geld“                                              |
| registrātor                     | Registrator                               | mlat. registrum < regerere „eintragen“                                                                                         |
| religiōsus                      | Mönch, Ordensangehöriger, Religiose       | lat. religiōsus „gewissenhaft, gottesfürchtig“ < *legere „sich kümmern, sorgen“                                                |
| rēmex, -migis                   | Ruderer                                   | lat. rēmus „Ruder“ und agere „treiben, in Bewegung setzen“                                                                     |
| reparātor molīnae               | Mühlarzt                                  | lat. reparāre „wiederherstellen“ und molīna „Mühle“ < molere „mahlen“                                                          |
| reparātor plateae               | Straßenwärter, Bodenleger                 | lat. reparāre „wiederherstellen“ und platea (platēa) „Straße“ < agr. πλατεῖα (ὁδός) „breiter Weg“ < πλατύς „flach, breit“      |
| reparātor situlārum             | Kübelbinder, Hafenbinden                  | lat. reparāre „wiederherstellen“ und situla „Kübel, Eimer“                                                                     |
| repositor                       | Schatzmeister                             | lat. repōnere „zurücklegen“ |
| restiō / restiārius             | Schiffstaumacher, Seiler, Reifer (Reeper) | lat. restis f „Seil, Strick“                                                                                                   |
| rētiārius                       | Haubenstricker                            | lat. rēte „Netz“, hier das Haarnetz.                                                                                           |
| rēticulātor tībiālium           | Strumpfwirker                             | lat. rēticulum „Netzchen“ < lat. rēte „Netz“ und tībiál, -ālis nt „Strumpf“ < tībia „Schienbein“                               |
| revīsor                         | Revisor, Aufseher                         | lat. revidēre „wieder besehen“                                                                                                 |
| rēdārius (rhēdārius, raedārius) | Kutscher, Wagner                          | lat. rēda (raeda), dieses ist keltischen Ursprungs.                                                                            |
| rhizologus                      | Wurzelsammler                             | agr. ῥίζα „Wurzel“ |
| rhizotomus                      | Wurzeltrager, Wurzelkrämer                | agr. ῥίζα „Wurzel“ und τέμνειν „schneiden“                                                                                     |
| rosārifex / rosārius            | Rosenkranzmacher, Pettenmacher            | lat. rosārium „Rosengarten, Rosenkranz“ < rosa „Rose“ und -fex                                                                 |
| rotārius                        | Radmacher, Wagner                         | lat. rota „Rad“ |
| rūrensis / rūricola / rūsticus  | Bauer                                     | lat. rūs, rūris nt „Land im Gegensatze zur Stadt“ / colere „bebauen, bestellen“                                                |

## S
| Latein                                          | Deutsch                                                 | Etymologie (Wortherkunft) |
| ----------------------------------------------- | ------------------------------------------------------- | --- |
| saccārius                                       | Sackmacher, Säckler                                     | lat. saccus < agr. σάκκος „härenes Kleid“ |
| sacellānus                                      | Sazellan, Kaplan, Hilfspriester                         | lat. sacellum „kleines Heiligtum“ < sacrum „Heiligtum“ < sacer, -cra, -crum „weih“                                                                       |
| sacerdōs, -dōtis                                | Priester                                                | lat. sacrum „Opfer“ < sacer, -cra, -crum „weih“ und ein sehr altes Substantiv zur Wurzel von facere „machen“. sacrum facere bedeutet „ein Opfer bringen“ |
| sacerdōs rēgulāris                              | Regularpriester, Ordenspriester, Mönchspriester         | lat. rēgula „Richtscheit, Norm, Regel“ |
| sacerdōs saeculāris                             | Weltpriester                                            | lat. saeculum „Menschenalter, Jahrhundert, Zeitgeist, Weltlichkeit“                                                                                      |
| sacrificulus                                    | Katholischer Priester                                   | lat. sacrificāre „opfern“ < sacrum „Opfer“ und facere „machen“                                                                                           |
| sacrista                                        | Messner                                                 | lat. sacrum „Heiligtum“ und -ista |
| sagittārius                                     | Pfeilschmied, Bogenschütze, Schütze; auch Pfeilschifter | lat. sagitta „Pfeil“ |
| sacristānus                                     | Messner                                                 | mlat. sacrista |
| salārius / salis propōla                        | Salzhändler; Salzsieder                                 | lat. sāl, salis m „Salz“ und propōla. |
| salifex                                         | Salzarbeiter                                            | lat. sāl, salis m „Salz“ |
| salīnārius / salīnātor                          | Salzschreiber (Verwalter eines Salzwerks)               | lat. salīna „Salzgrube, Salzwerk“ < sāl, salis m „Salz“                                                                                                  |
| salpista                                        | Trompeter                                               | agr. σαλπιστής < σάλπιγξ, σάλπιγγος „Trompete“ und -ista                                                                                                 |
| salsīciārius                                    | Sulzer, Flecksieder, Wurstmacher                        | lat. salsīcius "gesalzen" < salsus "gesalzen < sāl, salis m "Salz"                                                                                       |
| saltātor                                        | Tänzer                                                  | lat. saltāre „viel springen, tanzen“ < salīre „springen“                                                                                                 |
| saltātōrum magister                             | Ballettmeister                                          | lat. saltāre „viel springen, tanzen“ < salīre „springen“ und magister, -trī „Aufseher, Vorsteher, Meister“ zu magis „mehr“                               |
| saltuārius                                      | Feldhüter, Förster                                      | lat. saltūs, -ūs „Waldgebirge, Viehtrift, Weideplatz“ |
| samiātor                                        | Schwertfeger                                            | agr. σάμιος „aus Samos“ (betreffend die Herkunft des Wetzsteines)                                                                                        |
| sāpōnārius / sāpōnis confector                  | Seifensieder                                            | lat. sāpō, -ōnis m "Seife" < germ. *saipōn, -ōniz f "Seife                                                                                               |
| sarcinātor                                      | Flickschneider                                          | lat. *sarcināre < sarcīre „flicken, ausbessern“ |
| sarcitēctor                                     | Dachdecker                                              | lat. sarcīre „flicken, ausbessern“ und tegere „decken“                                                                                                   |
| sarissophorus (sarīsophorus)                    | Lanzenträger, Pikenier                                  | agr. σάρῑσα (σάρισσα) „Spieß“ -phorus. Ursprünglich der makedonische Phalangit.                                                                          |
| sartor \| sartrīx, -trīcis                      | Schneider                                               | lat. sarcīre „flicken, ausbessern“ |
| satelles, -litis                                | Leibwächter, Gardist, Trabant, Scherge, Lakai           | unsicher. |
| sator                                           | Sämann                                                  | lat. serere „säen“ |
| satrapa                                         | Präfekt, Amtmann, Pfleger, Satrap                       | agr. σατράπης „Persischer Provinzverwalter, Satrap“, medischen Ursprungs                                                                                 |
| scalptor / sculptor                             | Bildhauer, Schreiner, Bildschnitzer, Petschiermacher    | lat. scalpere „schnitzen“. sculpere zunächst aufgrund von Lautgesetzen in Kompositis (z. B. exsculpere), dann auch als neue Basis.                       |
| scandulārius                                    | Schindelmacher, Dachdecker                              | lat. scandula / scindula „Schindel“ |
| scapinus (scabinus)                             | Schöffe                                                 | germ. *skapinaz / *skapinô |
| scēnicus / scaenicus                            | Schauspieler, Komödiant, Gaukler                        | agr. σκήνη „Bühne“ |
| sclopētārius                                    | Musketier, Büchsenschütze                               | neulat. sclopētum „Feuerwaffe“ < lat. stloppus „Wumms“                                                                                                   |
| scōpārius                                       | Straßenfeger; Besenbinder                               | lat. scōpae „Besen“, < scōpa „Reis“ |
| scōpulārum artifex                              | Bürstenmacher                                           | lat. scōpulae „kleiner Besen“ und artifex |
| scrība                                          | Schreiber                                               | lat. scrībere „schreiben“ |
| scrīniārius (scrīnārius)                        | Schreiner, Tischler                                     | lat. scrīnium „Bücherkiste“ |
| scultētus (sculdhaisus)                         | Schultheiß                                              | germ. *skuldihaitijô. Die häufigste Form scultētus ist aus dem Niederdeutschen entlehnt, während sculdhaisus und ähnliche Formen ahd. Lautstand zeigen.  |
| sēcrētārius                                     | Geheimschreiber, Sekretär                               | lat. sēcrētus „geheim“ < sēcernere „absondern“ |
| segmentārius                                    | Bortenmacher                                            | lat. segmentum „Abschnitt, Zone, Streife“ < secāre „schneiden“                                                                                           |
| sellārius / sellātor                            | Sattler / Sesselmacher                                  | lat. sella „Sitz, Stuhl, Sattel“ |
| sēmicolōnus                                     | Halbbauer, Huber                                        | lat. sēmi- „halb“ und colōnus „Bauer“ < colere „bebauen, bestellen“                                                                                      |
| sēmirūsticus                                    | Halbbauer, Feldgärtner, Stellner                        | lat. sēmi- „halb“ und rūsticus „Bauer“ < rūs nt „Land im Gegensatze zur Stadt“                                                                           |
| senātor                                         | Ratsherr, Senator                                       | lat. senex, senis „greis“. Die senātōrēs waren im alten Rom die Mitglieder des vornehmen Ältestenrates, des senātūs.                                     |
| sepultor mortuōrum                              | Totengräber                                             | lat. sepelīre „begraben“ und mortuus „tot“ |
| serātor                                         | Schlosser                                               | lat. sera „Riegel“, siehe auch faber serrārius |
| sēricārius                                      | Seidenwirker / Seidenstricker, Samtwirker               | lat. sēricum „Seide“ < agr. σηρικός „seiden“ < σήρ „Seidenspinner“ < altchinesisch 絲 /slɯ/ „Seide“                                                      |
| sēricōrum tinctor                               | Seidenfärber                                            | lat. sēricum „Seide“ < agr. σηρικός „seiden“ < σήρ „Seidenspinner“ < altchinesisch 絲 /slɯ/ „Seide“ und lat. tingere „tränken“                           |
| serrārius                                       | Schlosser, Sägeschmied                                  | lat. serra „Säge“, siehe auch faber serrārius |
| serrātrīnārius                                  | Sägemüller                                              | mlat. serrātrīna „Sägemühle“ < lat. serrāre „sägen“ < serra „Säge“                                                                                       |
| servītor                                        | Aufwärter, Knecht, Diener                               | lat. servīre „dienen“ < servus |
| servus                                          | Bedienter, Knecht, Diener                               | |
| sessor                                          | Inmann, Insaß                                           | lat. sedēre „sitzen“ |
| sētārius (saetārius)                            | Bürstenbinder                                           | lat. saeta „Borste“ |
| signifer                                        | Fähnrich, Standartenträger                              | lat. signum „Zeichen, Feldzeichen, Standarte“ < secāre „schneiden“ und -fer                                                                              |
| silvārius / silvātor                            | Förster, Waldhüter                                      | lat. silva „Wald, Forst“ |
| similārius                                      | Weißbrotbäcker                                          | lat. simila „Weißmehl“, semitischen Ursprungs. |
| simulātor                                       | Nachahmer, Kopist                                       | lat. simulāre „nachahmen, vorgeben“ < similis „ähnlich“. Vgl. Faksimile                                                                                  |
| silentiārius                                    | Kämmerer                                                | lat. silentium „Stille“ < silēre „still sein“ |
| sītometra                                       | Kornmesser                                              | agr. σῑτομέτρης < σῖτος „Getreide“ und μέτρον „Maß“ |
| sītophylax, -cis / -cos                         | Kornhausverwalter                                       | agr. σῖτος „Getreide“ und φύλαξ „Wächter“ |
| smēgmārius (smīgmārius) / smēgmātor (smīgmātor) | Seifensieder                                            | agr. σμῆγμα „Salbe, Seife“ < σμῆν „wischen“, siehe auch sāpōnārius                                                                                       |
| sodālis                                         | Handwerks-Geselle, Kamerad, Mitbruder (Priester)        | lat. „kameradschaftlich, befreundet“ |
| soldānus                                        | Söldner, Kleinbauer, Zinsbauer                          | lat. solidus / soldus (erg. nummus) „gediegene (Gold-)Münze“ < solidus „gediegen“                                                                        |
| soldārius                                       | Söldner, Soldat                                         | lat. solidus / soldus (erg. nummus) „gediegene (Gold-)Münze“ < solidus „gediegen“                                                                        |
| speciārius                                      | Gewürzkrämer                                            | spätlat. speciēs, -iēī f „~Sorte“ < lat. speciēs „Aussehen, Art“ < specere „anblicken“                                                                   |
| spectābilis                                     | "Ansehnlicher", Beamter zweiten Ranges                  | lat. spectāre „anschauen“ < specere, -iō „schauen“ |
| speculārius                                     | Spiegelmacher                                           | lat. speculum „Spiegel“ < specere „anblicken“ |
| speculātor                                      | Wachtposten, Späher                                     | lat. speculārī „Ausschau halten, spähen“ < specula „Warte, Ausguck“ < specere „anblicken, spähen“                                                        |
| spīrulārum propōla                              | Brezelverkäufer                                         | lat. spīrula „kleine Windung, Brezel“< agr. σπεῖρα „Windung“ und propōla                                                                                 |
| sportulārius                                    | Korbmacher                                              | lat. sportula „Weidenkörblein“ < sporta |
| scrūtārius                                      | Trödler                                                 | lat. scrūta, -ōrum nt „Kram, Krempel, Gerümpel“ |
| stabulāris (stabulārius)                        | Stallmeister, Stallknecht                               | lat. stabulum „Stall“ < stāre „stehen“ |
| stagnarius (stannārius)                         | Zinngießer                                              | lat. stagnum (stannum) „Zinn“ < kelt. *stagnos „Zinn“ |
| statērārius                                     | Waagenmacher                                            | lat. statēra „Waage“ < στατήρ m „Gewicht“ (vgl. lat. lībra, die zugleich „Waage“ und „Pfund“ bedeutet)                                                   |
| statiōnārius                                    | Ordnungsbeamter; Krämer                                 | lat. statiō „Standort, Posten, 'Stand'“ < stāre „stehen“                                                                                                 |
| stator                                          | Büttel                                                  | lat. stāre „stehen“ |
| statuārius                                      | Bildhauer                                               | lat. statua „Standbild“ < stāre „stehen“ |
| stipus                                          | Bettler                                                 | lat. stips, stipis f „ein Almosen“ |
| strātārius                                      | Sattler                                                 | lat. strātum „(Sattel-)Decke“ |
| strātor laterum                                 | Ziegeldecker                                            | lat. sternere „hinbreiten, bedecken“ und later, -eris m „Ziegelstein, hier Dachziegel“                                                                   |
| strūctor mensae                                 | Tafeldecker, Aufwärter                                  | lat. struere „decken, ausstatten“ und mensa „Tisch“ |
| subcenturiō                                     | Leutnant                                                | lat. sub- „unter“ und centuriō |
| subcustōs arcis                                 | Unterkastellan                                          | lat. sub- „unter“ und custōs, -ōdis sowie arx, arcis f „Burg, Zitadelle, Festung“                                                                        |
| subditus                                        | Untergebener, Untertan                                  | lat. subdere „unterlegen, unterwerfen“ |
| sūbulārius                                      | Ahlenmacher                                             | lat. sūbula „Ahle, Pfriem“ |
| subulcus                                        | Schweinehirt                                            | lat. sūs, suis „Sau“ und -bulcus „Hirt“ |
| sūbulō                                          | Flötenspieler                                           | etruskisch. |
| suburbānus                                      | Vorstädter                                              | lat. sub „unten an“ und urbs f „Stadt“ |
| superior                                        | Vorsteher                                               | lat. superior, -iōris „höher befindlich“, Komparativ von superus „oben befindlich“ < super „über“                                                        |
| sūtor                                           | Schuster, Schuhmacher, Flickschuster                    | lat. suere „nähen“ |
| syndicus                                        | Rechtsanwalt, Vertreter                                 | agr. σύνδικος „Anwalt“ < σύν- „mit“ und δίκη „Prozess“                                                                                                   |
| sȳringifex                                      | Spritzenmacher                                          | agr. σῦριγξ f „Riet, Rohr, Schilf“ und -fex |

## T
| Latein                                 | Deutsch                                | Etymologie (Wortherkunft) |
| -------------------------------------- | -------------------------------------- | --- |
| tabellārius / tabelliō                 | Bote, Läufer                           | lat. tabella „Brettchen“ < tabula „Brett“ |
| tabernārius / tabernātor               | Herbergswirt, Schankwirt               | lat. taberna „Gasthaus, Laden“ |
| tabulārius                             | Archivar, Registrator, Notar           | lat. tabulae „Archiv, Urkunden“ |
| talemetārius (talemerārius)            | Bäcker                                 | unbekannt. |
| tapētiārum confector / textor          | Teppichwirker                          | mlat. tapētia „Tapete“ < lat. tapēs, -pētis m „Teppich“ < agr. τάπης „Teppich“ |
| tapifex                                | Teppichmacher, Gobelinmacher           | lat. tapēs, -pētis m „Teppich“ < agr. τάπης „Teppich“ |
| tēctor                                 | Tüncher; Dachdecker                    | lat. tegere „decken“ |
| tēgulārius                             | Ziegelbrenner, Ziegler                 | lat. tēgula < tegere „decken“ |
| telōniārius (telōnārius)               | Zöllner                                | agr. τελώνιον „Zollhaus“ < τέλος „Zoll“ |
| textor \| textrīx, -īcis               | Weber \| Weberin                       | lat. texere „weben“ |
| tībiālium rēticulātor / textor         | Strumpfstricker, Strumpfwirker         | lat. tībiāle nt „Strumpf“ < tībia „Schienbein“ und rēticulum „engmaschiges Netz“ < rēte nt / texere „weben“                                                                           |
| tībiārius                              | Pfeifenmacher                          | lat. tībia „Flöte, Pfeife“ |
| tībīcen, -cinis                        | Pfeifer                                | lat. tībia „Flöte, Pfeife“ und -cen |
| tīgnārius                              | Zimmermann                             | lat. tīgnārus „Bauholz-, zum Bauholz gehörig“ und tīgnum n „Bauholz, Balken, Pfahl“. Siehe faber tīgnārius                                                                            |
| tinctor                                | Färber                                 | lat. tingere „tränken, färben“ |
| tīrō                                   | Neuling, Anfänger, Rekrut              | |
| tornātor / tornārius                   | Drechsler                              | lat. tornāre „drechseln, drehen“ < tornus „Drehbank, Dreheisen“ < agr. τόρνος |
| tonsor                                 | Scherer, Barbier                       | lat. tondēre „scheren“ |
| toparcha                               | Erbherr, Grundherr                     | agr. τόπος „Ort“ und ἄρχειν „herrschen“ |
| -tor, -tōris \| -trīx, -īcis           | -er \| -erin                           | |
| toreuta                                | Bildschnitzer, Ziseleur                | agr. τορεύειν „schnitzen, ziselieren“ |
| tormentārius / tormentōrum praefectus  | Stückknecht, Stückmeister Kanonier     | lat. tormentum „Geschütz“ < torquēre „winden“ |
| tortor                                 | Henker, Folterer, Folterknecht         | lat. torquēre „verdrehen, quälen“ |
| transfugus (transfuga)                 | Überläufer, Deserteur                  | lat. transfugere „hinüberfliehen“ |
| trapezīta                              | Wechsler                               | agr. τραπεζίτης < τράπεζα „Tisch“ |
| tribūlis                               | Geselle                                | lat. tribus, -ūs f „Stadtbezirk“ |
| tribūnus                               | Oberst; Zahlmeister                    | lat. tribūnus „Tribun“ < tribus, -ūs f „Stadtbezirk“, ursprünglich „ein Stadtdrittel“ < trēs, trēs, tria „drel“                                                                       |
| triclīnarchus                          | Speisemeister, Küchenmeister, Oberkoch | agr. τρικλίνιον „Speisezimmer (mit drei Liegen)“ und ἄρχειν „herrschen“ |
| trītor                                 | Drescher                               | lat. terere „dreschen“ |
| trochleārum fabricātor                 | Windenmacher                           | lat. trochlea „Winde“ < agr. τροχιλεία „Flaschenzug“ und fabricāre (fabricārī) „etwas mit Handwerkskunst (fabrica < *fabricus 'zum Werker gehörig' < faber, erg. ars f ) verfertigen“ |
| tubicen, -inus                         | Trompeter, Kunstpfeifer                | lat. tuba „Trompete“ und -cen, siehe auch tībīcen |
| tunnarius (tonnārius), tunnifex        | Küfer, Böttcher, Fassbinder            | vlat. tunna f „Fass, Kufe“, keltischen Ursprungs, und -fex |
| tūtor                                  | Vormund                                | lat. tuērī „Acht haben auf, unterhalten“ |
| tympanātor / tympanista / tympanotrība | Pauker, Trommler                       | agr. τύμπανον „Trommel“ / -ista / τρίβειν „dreschen“ |
| typographus                            | Buchdrucker; Drucker-Verleger          | agr. τύπος „modellhaftes Zeichen“ und γράφειν „ritzen, schreiben“ |
| typotheta                              | Schriftsetzer                          | agr. τύπος „modellhaftes Zeichen“ und τιθέναι „setzen“ |
| tȳropōla                               | Käsehändler                            | agr. τῡρός „Käse“ und -pōla |

## U
| Latein       | Deutsch                     | Etymologie (Wortherkunft)                                                         |
| ------------ | --------------------------- | --------------------------------------------------------------------------------- |
| umbellārius  | Schirmmacher                | lat. umbella „Sonnen-/Regenschirm“ < umbra „Schatte“                              |
| unguentārius | Salbenmacher; Salbenhändler | lat. unguentum „Salbe“ < unguere (ungere) „bestreichen“                           |
| urbānus      | Bürger, Stadtbewohner       | lat. urbs, urbis f „Stadt“                                                        |
| ūrīnātor     | Taucher                     | lat. ūrīnārī „unter Wasser sein“ < ūrīna „Harn“, ursprüngliche Bedeutung „Wasser“ |
| ūsūrārius    | Zinsnehmer, Wucherer        | lat. ūsūra „Wucher, Zins“, eigentlich „Nutzung“ < ūtī „gebrauchen“                |

## V
| Latein                                                               | Deutsch                                                         | Anmerkung |
| -------------------------------------------------------------------- | --------------------------------------------------------------- | --- |
| vas, vadis / vadius                                                  | Bürge                                                           | mlat. vadium „Pfand, Haftung“ < germ. *wadjan „Wette, Einsatz, Pfand“, welches eine gemeinsame Wurzel hat mit lat. vas, vadis m „Bürge“ |
| vagābundus / vagus                                                   | Landstreicher                                                   | lat. vagābundus „umherschweifend“ < vagārī „umherschweifen“ < vagus „umherschweifend, unstet“                                           |
| valvārius                                                            | Beschließer, Torwart                                            | lat. valva „Flügel einer Doppeltür“ |
| vector                                                               | Fuhrmann, Kutscher                                              | lat. vehere „(einen oder etwas) fahren“                                                                                                 |
| vēnātor                                                              | Jäger                                                           | lat. vēnārī „jagen“ |
| vēnditor                                                             | Händler, Verkäufer                                              | lat. vēndere „verkaufen“ |
| verēdārius                                                           | Postillon, Postreiter                                           | lat. verēdus „schnelles Ross“< gallisch *werēdos < kelt. *uɸorēdos „Ross“ < *uɸo- „unter“ und *rēdos „Wagen“                            |
| vespillō (vespelliō, vespilliō, vispillō, vispelliō)                 | Totengräber                                                     | möglicherweise zu lat. vesper, -perī „Abend“                                                                                            |
| vestiārius                                                           | Kleidermacher, Schneider                                        | lat. vestis „Kleid, Wat“ |
| veterāmentārius                                                      | Trödler / Pfannenflicker                                        | lat. veterāmenta „alter Kram“ < vetus, veteris „alt“                                                                                    |
| veterānus                                                            | ausgedienter Soldat, Veteran                                    | lat. vetus, veteris „alt“ |
| veterīnārius                                                         | Tierarzt                                                        | lat. veterīna „Lasttier“, wohl zu vehere „befördern“, obwohl morphologisch vetus, veteris „alt“ wesentlich näher liegt.                 |
| vēxillifer                                                           | Fähnrich, Standartenträger                                      | lat. vēxillum „Fahne“ < vēlum „Spanntuch, Plane, Segel“ und -fer                                                                        |
| viārius                                                              | Wegmacher, Pflasterer                                           | lat. via „Weg, Straße“ |
| vicārius                                                             | Vikar, Stellvertreter                                           | lat. vicis f „Wechsel, Stelle“ |
| victimārius                                                          | Opfertierhändler; Opfertierschlächter                           | lat. victima „Opfertier“ |
| viētor (vītor)                                                       | Böttcher, (Fass-)Binder, Korbflechter                           | lat. viēre „flechten“ |
| vigil, -ilis                                                         | Nachtwächter                                                    | lat. vigil „wach“ |
| vigiliārius (vigilārius)                                             | Wächter, auch Feldwebel                                         | lat. vigilia „(Nacht-)Wache“ < vigil „wach“                                                                                             |
| vīllānus / vīlicus (vīllicus)                                        | Meier, Wirtschaftsverwalter, Niederrichter; Dorfbewohner, Bauer | lat. vīlla „Landhaus, Vorwerk“ |
| vīnārius / vīnopōla                                                  | Weinhändler                                                     | lat. vīnum „Wein“ und -pōla |
| vinctor                                                              | Klein- und Fassbinder                                           | lat. vincīre „binden“ |
| vīnitor                                                              | Winzer                                                          | lat. vīnum „Wein“ |
| virgulātor                                                           | Besenbinder                                                     | lat. virgula „Reis“ < virga „Rute“ |
| vīsitātor                                                            | Untersucher                                                     | lat. vīsitāre „nach etwas sehen“ |
| vītālicius (vītālitius)                                              | Leibgedinger                                                    | lat. vītālicium (vītālitium) „Leibgedinge“ < vītālis „lebens-“ < vīta „Leben“                                                           |
| vitilītigātor                                                        | Prozeßhansel; auch Winkeladvokat                                | lat. vitium „Laster, Fehler“ und lītigāre „prozessieren, streiten“ < līs, lītis f „Prozess, Streit“ und agere „betreiben“               |
| vitrārius (vitreārius, vitriārius) / vitrātor (vitreātor, vitriātor) | Glaser, Glasmacher                                              | lat. vitrum „Glas“ |
| vitricus                                                             | Stiefvater; auch Kirchenpfleger, Zechprobst                     | unsicher. |
| vitrifer / vitribajulus (vitrobajulus)                               | Glasträger                                                      | lat. vitrum „Glas“ und -fer / bajulus                                                                                                   |
| vitripictor                                                          | Glasmaler                                                       | lat. vitrum „Glas“ und pingere „malen“                                                                                                  |
| vōtīvista                                                            | Votivist, Votivpriester, Hilfspriester                          | lat. vōtīvus „gelobt, durch Gelübde versprochen“ < vovēre „geloben, versprechen“                                                        |
| vulnerārius                                                          | Wundarzt                                                        | lat. vulnus, -neris nt „Wunde“ |

## X
| Latein                           | Deutsch                        | Etymologie (Wortherkunft)                                                                   |
| -------------------------------- | ------------------------------ | ------------------------------------------------------------------------------------------- |
| xenodochīī magister / xenodochus | Spitalmeister, Hospitalpfleger | agr. ξενοδοχεῖον „Gasthaus“ < ξένος „Fremder, Gast“ und δέχεσθαι „aufnehmen“ sowie magister |
| xylocopus                        | Zimmermann                     | agr. ξυλοκόπος < ξύλον „Holz“ und κόπτειν „behauen“                                         |
| xylopōla                         | Holzhändler                    | agr. ξύλον „Holz“ und -pōla                                                                 |

## Z
| Latein                             | Deutsch                | Etymologie (Wortherkunft)                                            |
| ---------------------------------- | ---------------------- | -------------------------------------------------------------------- |
| zōnārius                           | Gürtelmacher           | agr. ζώνη „Gürtel, Schärpe“                                          |
| zygostata                          | Wagmeister, Wardein    | agr. ζυγόν „Joch, Waage“ und ἱστάναι „stellen“. siehe lībripens.     |
| zȳthepsa / zȳthopepta / zȳthopoeus | Bierbrauer; Schankwirt | agr. ζῦθος „Malzbier“ und ἕψειν „sieden“ / πέπτειν „sieden“ / -poeus |
| zȳthopōla                          | Bierhändler            | agr. ζῦθος „Malzbier“ und -pōla                                      |